# Шериф (футбольный клуб)
Футбольный клуб «Шери́ф»  (рум. FC Sheriff Tiraspol) — молдавский футбольный клуб из города Тирасполь. Был основан 4 апреля 1997 года, участвует в Лиге Молдовы, домашние матчи проводит в спорткомплексе «Шериф», открытом в 2002 году. Главная арена комплекса является крупнейшим футбольным стадионом Молдовы и вмещает 12 746 зрителей.
«Шериф» — самый титулованный клуб в истории молдавского футбола: двадцатиоднократный чемпион Молдовы, тринадцатикратный обладатель Кубка Молдовы, семикратный обладатель Суперкубка Молдовы, двукратный обладатель Кубка чемпионов Содружества. Также «Шериф» — первый и единственный молдавский клуб, вышедший в групповой этап Лиги чемпионов и Лиги Европы.

## История

### 1996—2000. Основание и первые годы

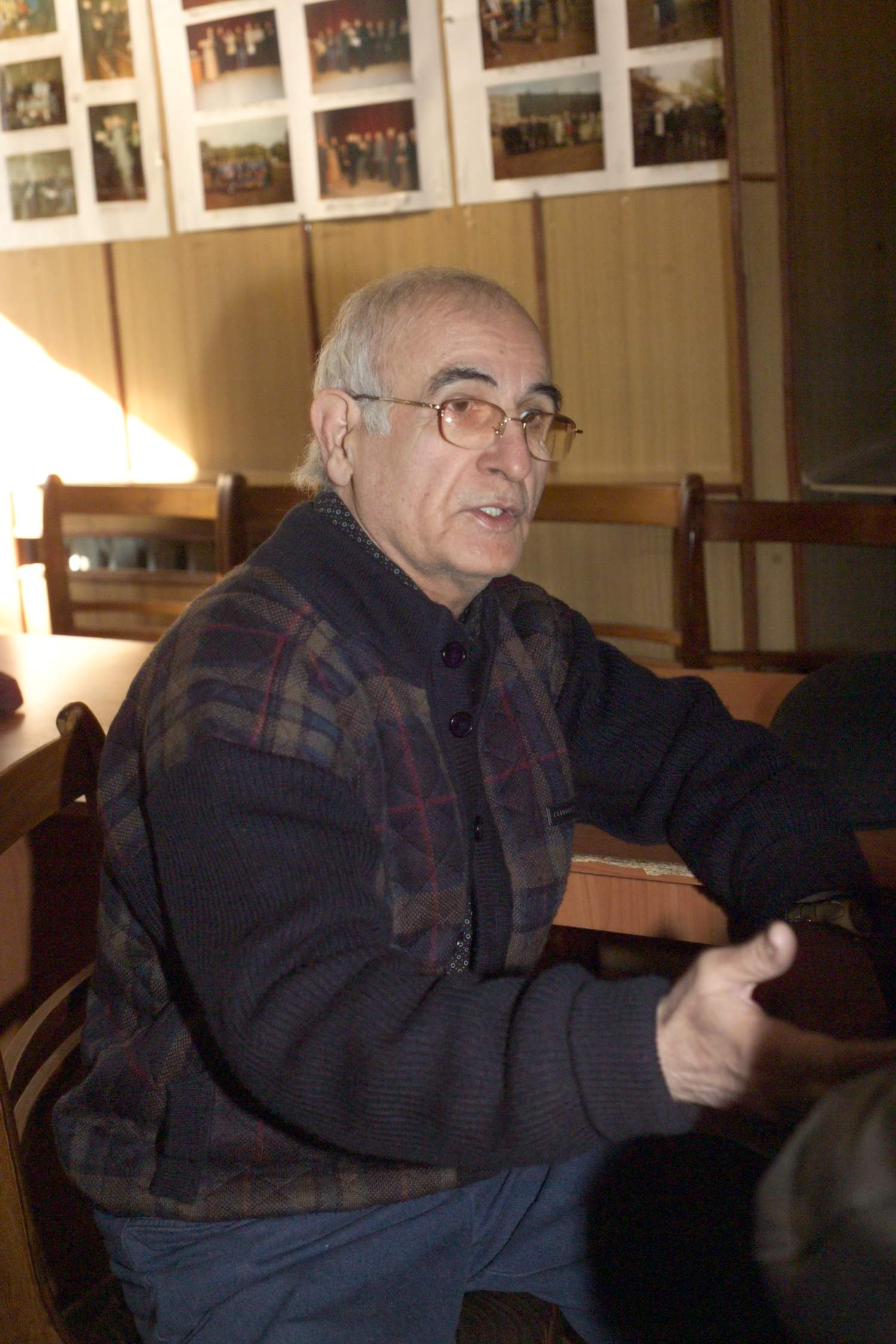
Первый тренер «Шерифа» Ахмед Алескеров

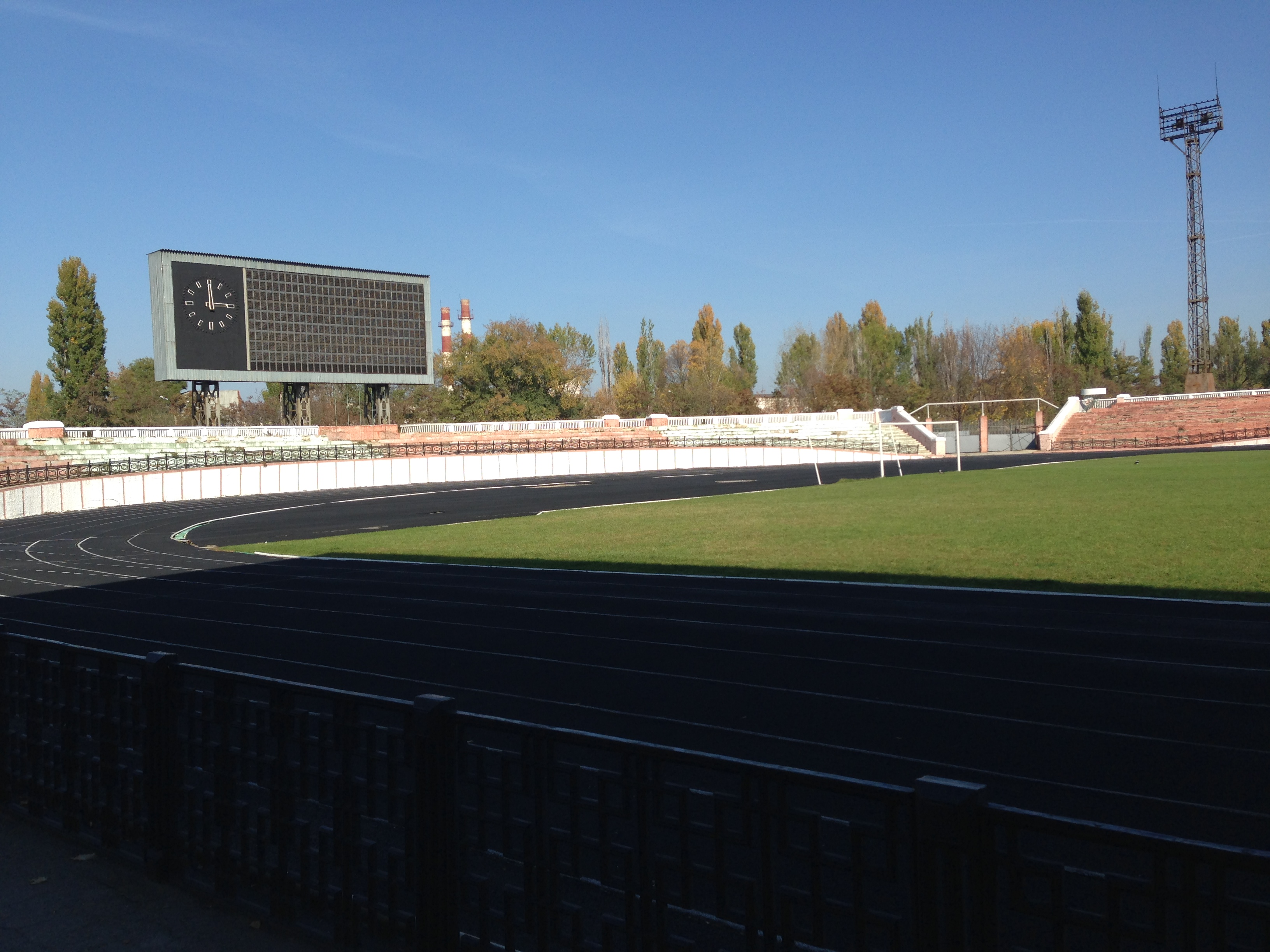
Городской стадион в Тирасполе

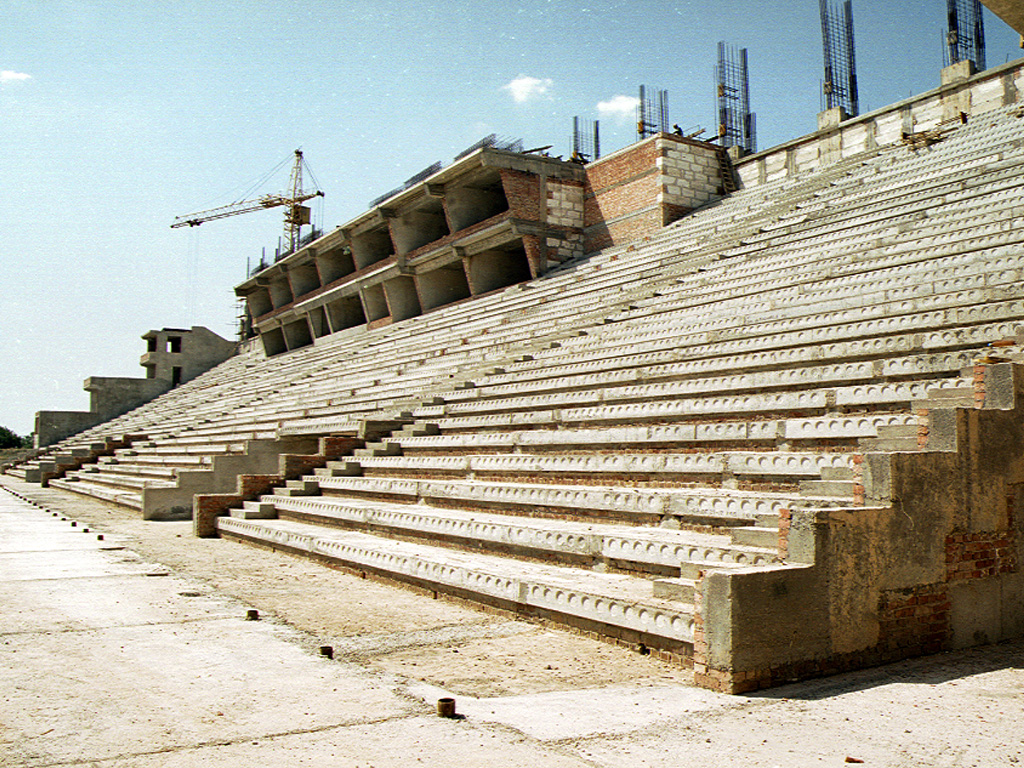
Строительство спортивного комплекса «Шериф»

История клуба берёт своё начало в 1996 году, когда группа энтузиастов, несмотря на наличие в Тирасполе известного клуба «Тилигул», решила создать в городе ещё одну футбольную команду для участия в чемпионате Молдовы. Так на основе воспитанников спортивной школы № 4 была организована команда «Тирас», руководили этим коллективом Владимир Земляной и Виктор Сеник. Летом 1996 года «Тирас» дебютировал в Дивизионе «Б» первенства Молдовы по футболу, перед началом второго тура генеральным спонсором команды стал холдинг «Шериф», который является первой по величине компанией в Приднестровье. 4 апреля на базе команды «Тирас» был основан футбольный клуб «Шериф», который возглавил президент фирмы Виктор Анатольевич Гушан. По окончании сезона тираспольчане заняли первое место в группе «Юг» (рум. Sud) Дивизиона «Б», тем самым команда получила право выступать в Дивизионе «A». Должность главного тренера занял Ахмед Алескеров, работавший с клубами высшей лиги советского футбола, перед командой была поставлена задача — выход в Национальный Дивизион чемпионата Молдовы. В результате «Шериф» опередил остальные команды дивизиона и занял первое место, что дало ему право участвовать в высшей футбольной лиге страны. Дебют в Национальном Дивизионе состоялся 11 июля 1998 года на тираспольском Городском стадионе. «Жёлто-чёрные» со счётом 2:1 обыграли кишинёвскую команду «Молдова-Газ». Первый гол «Шерифа» в чемпионате забил нигериец Эдвард Аньямке. В этом же году тренерский штаб команды возглавил экс-футболист сборной СССР и минского «Динамо» Сергей Боровский, с которым «Шериф» завоевал свой первый трофей — 27 мая 1999 года в финале Кубка Молдовы был обыгран «Конструкторул», при счёте 1:1 был забит «золотой гол» на 109-й минуте. В национальном чемпионате команда финишировала на четвёртом месте, одержав 9 побед и 10 матчей сведя вничью. Лучшим бомбардиром первенства стал игрок «Шерифа» Сергей Рогачёв, молдавский нападающий забил 21 гол. Завоевание Кубка страны позволило «Шерифу» дебютировать на европейской арене. В рамках розыгрыша Кубка УЕФА 1999/00 соперником тираспольчан стал клуб «Сигма» из чешского города Оломоуц. 12 августа 1999 года в Тирасполе команды сыграли вничью 1:1, Давид Муджири отличился на 10-й минуте, став автором первого гола тираспольчан в официальных международных матчах, через 10 минут ворота Сергея Перхуна поразил Радослав Ковач. Ответный поединок в Чехии также не принёс победы ни одному из соперников — 0:0, однако за счёт мяча, забитого на чужом поле, в следующий круг вышла «Сигма».
В сезоне 1999/00 в команде сменился тренер, после ухода Сергея Боровского команду принял Иван Данильянц. По окончании первого этапа чемпионата «Шериф» занимал первое место, команда лидировала практически и весь второй этап, одержав при этом победу над основным конкурентом — кишинёвским «Зимбру» со счётом 3:2, но за три тура до конца сезона «Шериф» неожиданно проиграл на выезде бельцкой «Олимпии», в итоге лишь на одно очко отстал от «Зимбру» и стал обладателем серебряных медалей чемпионата, из 36 встреч «Шериф» одержал победу в 25 поединках. Сергей Рогачёв второй год подряд стал лучшим снайпером лиги, нападающий тираспольского клуба сумел отличиться 20 раз. В Кубке Молдовы «Шериф» на стадии ¼ финала не смог одолеть команду «Молдова-Газ», первая встреча закончилась безголевой ничьей, ответный поединок в Тирасполе завершился со счётом 1:1, за счёт гола на чужом поле в полуфинал прошла «Молдова-Газ». 1 августа 2000 года на западе столицы Приднестровья началось строительство спортивного комплекса «Шериф», который по планам руководства фирмы должен был стать базой для развития профессионального футбола в регионе. В рамках розыгрыша Кубка УЕФА 2000/01 «Шериф» встречался с «Олимпией» из Любляны, поединок в Тирасполе состоялся 10 августа и прошёл без забитых голов, 24 августа команды сыграли ответную встреча на стадионе «Бежиград», игра завершилась победой словенского клуба со счётом 3:0. В 2000 году команду покинули нигерийский защитник Айзек Окоронкво, подписавший контракт с донецким «Шахтёром» и украинский вратарь Сергей Перхун, перешедший в московский ЦСКА, где в 2001 году во время матча он получил смертельную травму.

### 2001—2010. Десятилетие побед
В январе 2001 года «Шериф» подписал целый ряд украинских футболистов: Игоря Харьковщенко, выступавшего в липецком «Металлурге», Юрия Букеля из одесского «Черноморца» и 31-летнего голкипера Александра Бокарева из казахстанского «Аксесс Голден Грей». В сезоне 2000/01 тираспольчане выиграли свои первые золотые медали чемпионата. В это время главным тренером клуба стал Владимир Земляной, который пришёл на смену Ивану Данильянцу. За четыре тура до конца «жёлто-чёрные» встречались с «Зимбру», своим главным соперником за первое место, игра проходила в Кишинёве и закончилась победой гостей со счётом 3:1, тираспольчане вышли на первое место, в оставшихся до конца чемпионата четырёх турах одержали победы. 12 июня на тираспольском Городском стадионе президент Федерации футбола Молдовы Павел Чебану вручил команде чемпионский кубок. В этом же сезоне команда смогла завоевать Кубок Молдовы, финальная встреча против «Нистру» прошла без голов, тираспольчане смогли одержать победу в серии пенальти со счётом 5:4. Лучший бомбардир победного для тираспольчан чемпионата Давид Муджири перешёл в австрийский «Штурм». Летом «жёлто-чёрные» впервые в своей истории приняли участие в Лиге чемпионов, в первом квалификационном раунде «Шериф» встречался с армянским «Араксом». Первый матч прошёл 11 июля в Ереване, тираспольчане победили с минимальным счётом, единственный мяч забил Руслан Барбурош на 60 минуте. В промежутке между двумя матчами первого отборочного раунда «Шериф» сделал тренерскую рокировку — главный тренер Владимир Земляной и его ассистент Валерий Васильев поменялись должностями. Ответная игра против «Аракса» состоялась 18 июля на тираспольском Городском стадионе, «Шериф» одержал победу со счётом 2:0, отличились Виктор Комлёнок и Сергей Даду. Во втором квалификационном раунде в соперники «Шерифу» достался бельгийский «Андерлехт», первая встреча состоялась 25 июля в Брюсселе на стадионе «Констант Ванден Сток», тираспольский клуб проиграл с крупным счётом 0:4. Ответный матч в Тирасполе начался с быстрого гола Вадима Борца уже на 4 минуте, но большего «Шериф» добиться не смог, уступив со счётом 1:2. В середине октября команду возглавил украинский тренер Александр Голоколосов.

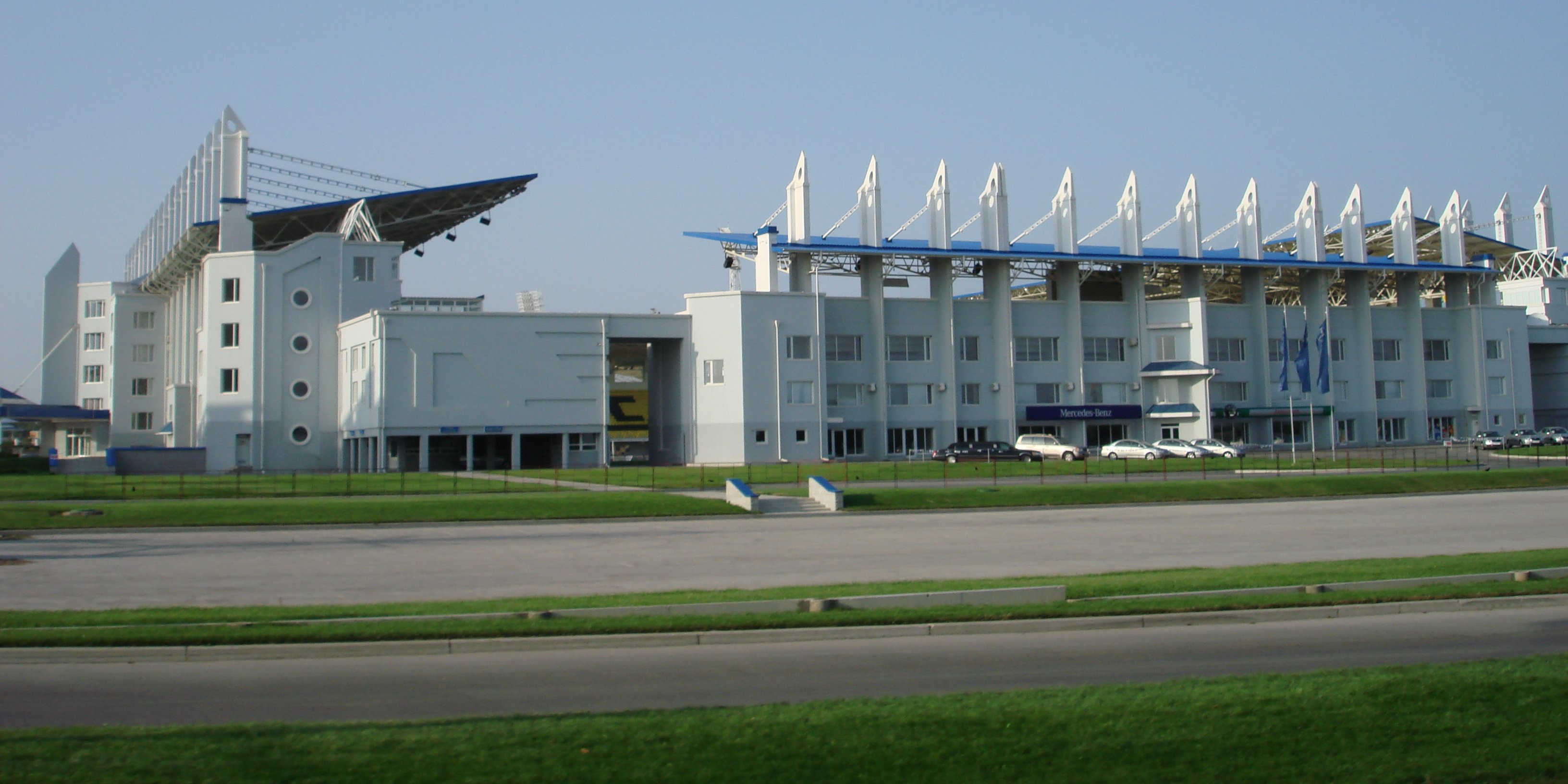
В июне 2002 года состоялось открытие главной арены спортивного комплекса «Шериф»

19 января 2002 года «Шериф» дебютировал на Кубке Содружества в матче против армянского «Пюника», игра закончилось победой тираспольской команды со счётом 3:0, затем последовало крупное поражение от московского «Спартака» со счётом 1:6, завершающая игра на групповой стадии закончилась победой над узбекским «Нефтчи» со счётом 4:2. Из группы «Шериф» вышел со второго места, а в ¼ финала уступил латвийскому «Сконто» со счётом 2:4. В марте в команду в качестве главного тренера пришёл румынский специалист Михай Стойкицэ. По итогам сезона 2001/02 клуб досрочно, за 6 туров до конца, стал двукратным чемпионом Молдовы, отрыв от «Нистру» составил 15 очков, за весь сезон тираспольчане проиграли только одну встречу. Лучшим бомбардиром Национального дивизиона стал нападающий «Шерифа» Руслан Барбурош, забивший 17 мячей. В финальной встрече на Кубок страны был обыгран «Нистру» со счётом 3:2, победный гол был забит в дополнительное время. 17 июля состоялся первый официальный матч на главной арене спортивного комплекса «Шериф», тираспольская команда, в рамках Лиги чемпионов принимала казахстанский «Женис», игра закончилась победой хозяев со счётом 2:1. Ответную встречу «жёлто-чёрные» проиграли со счётом 2:3, но два гола, забитые на чужом поле, позволили команде пройти дальше. Во втором квалификационном раунде турнира тираспольчане не смогли одолеть австрийский ГАК, дома «Шериф» проиграл со счётом 1:4, в ответной встрече в городе Грац австрийцы забили два безответных гола. В сентябре была введена в эксплуатацию Малая спортивная арена спорткомплекса «Шериф» — вторая по величине спортивная площадка спорткомплекса, рассчитанная на 8914 сидячих зрительских мест.

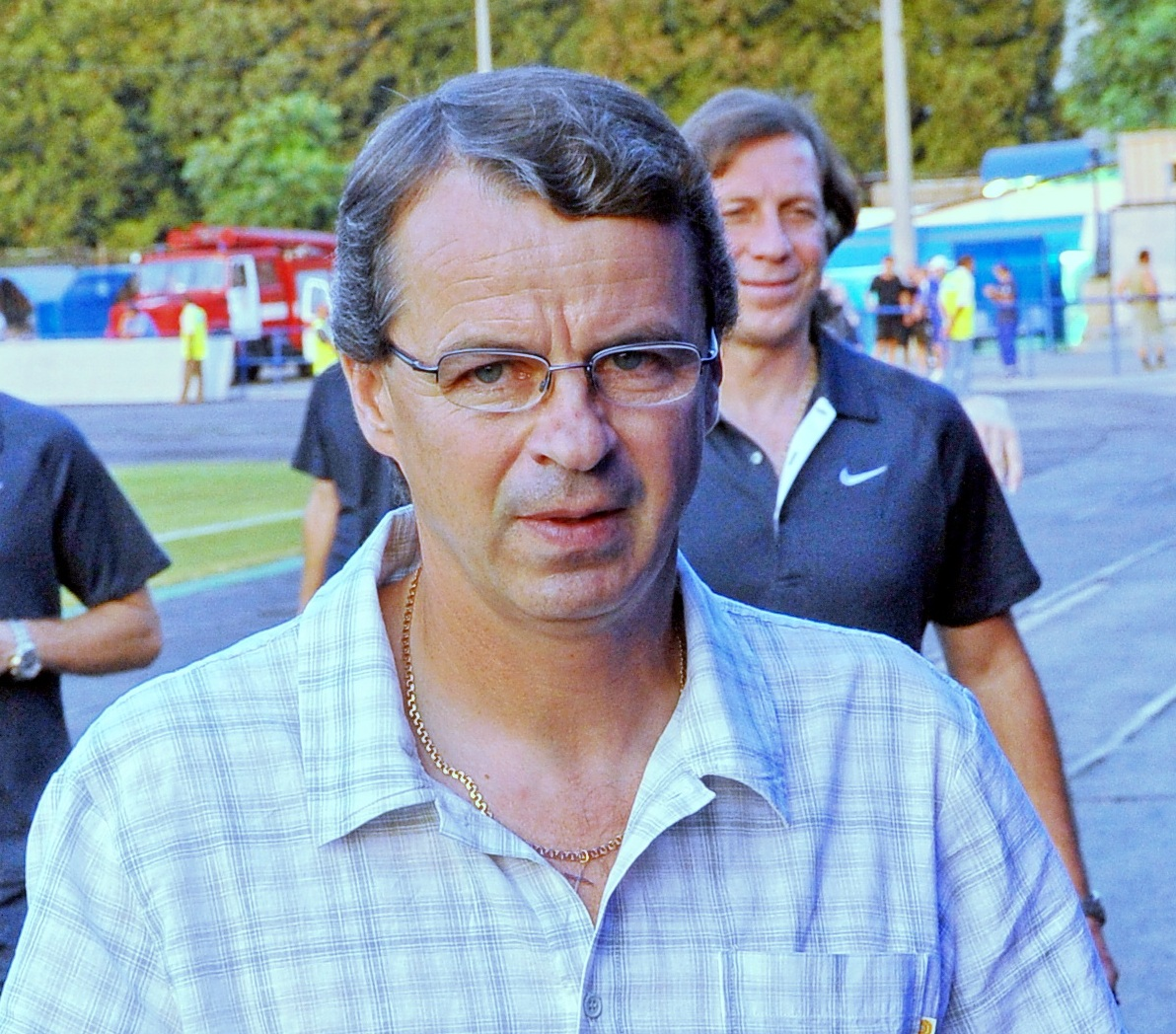
Игорь Наконечный являлся главным тренером клуба в сезоне 2003/04

В начале 2003 года команда под руководством Габи Пеле Балинта стартовала в Москве на Кубке чемпионов Содружества и добилась впечатляющего результата — на групповой стадии турнира «Шериф» обыграл эстонскую «Флору» со счётом 4:0, туркменский «Шагадам» со счётом 7:1, и сыграл вничью с юношеской сборной России со счётом 3:3, таким образом чемпион Молдовы набрав семь очков занял первое место в Группе D. На стадии ¼ финала со счётом 3:0 был обыгран литовский «Каунас», а в полуфинале московский «Локомотив», единственный мяч в матче на 52-й минуте забил Кристиан Тудор. В финальном поединке со счётом 2:1 был обыграл рижский «Сконто», тираспольчане сумели забить уже на первой минуте матча, отличился всё тот же Тудор, на 34 минуте латвийский клуб сравнял счёт с пенальти, а уже на последних минутах встречи победный гол забил Иван Тестемицану, это позволило «Шерифу» завоевал свой первый международный трофей, Тудор стал лучшим бомбардиром турнира, румынский нападающий сумел отличиться девять раз в шести матчах. В июне главным тренером команды был назначен украинский специалист Игорь Наконечный, Балинт решил не продлевать контракт с клубом. В чемпионате Молдовы 2002/03 «Шериф» сумел повторить прошлогодний триумф, став по итогам сезона в третий раз чемпионом. За несколько туров до конца первенства тираспольчане обыграли «Зимбру» со счётом 3:0, этот матч собрал рекордную для чемпионатов Молдовы аудиторию 13 000 зрителей. Лучшим бомбардиром первенства стал молдавский форвард «Шерифа» Сергей Даду, которому удалось отличиться 19 раз. В отборочной стадии Лиги чемпионов 2003/04 «Шериф» встречался с эстонской «Флорой», тираспольский клуб победил с общим счётом 2:1. Во втором отборочном раунде «Шерифу» в соперники достался донецкий «Шахтёр», первая встреча в Тирасполе завершилась нулевой ничьей, ответный поединок выиграли «горняки» со счётом 2:0 и прошли дальше. 16 августа 2003 года для воспитания собственных игроков основалась Академия футбола «Шериф». В летнее трансферное окно команду покинули нападающие Кристиан Тудор и Сергей Даду, оба игрока подписали контракт с владикавказской «Аланией». 17 сентября состоялся, в присутствии 8 000 зрителей, состоялся розыгрыш первого в истории Суперкубок Молдовы, в матче за этот трофей «Шериф» обыграл «Зимбру» со счётом 2:0, оба мяча забил с пенальти Леандро Фариас.

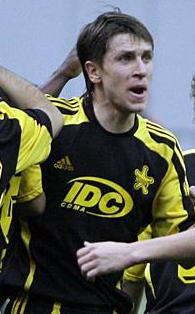
Андрей Корнеенков выступал за «Шериф» 5 лет и являлся вице-капитаном клуба

В январе 2004 года команду покинул нигерийский защитник Чиди Одиа, перешедший в московский ЦСКА. В это же время команду возглавил белорусский тренер Леонид Кучук, с которым команда отправилась на очередной Кубок Содружества. На групповой стадии «Шериф» все три матча сыграл вничью, сперва было два безголевых матча против «Каунаса» и «Карабаха», затем игра против юношеской сборной России со счётом 1:1. Итогом стало третье место в группе, но, так как занявшая второе место в группе сборная России выступала вне зачёта, «жёлто-чёрные» продолжили своё выступление в плей-офф. В четвертьфинальном матче «Шериф» обыграл киевское «Динамо», единственный мяч забил Виктор Барышев, в полуфинале со счётом 1:2 молдавская команда уступила тбилисскому «Динамо», у «Шерифа» отличился всё тот же Барышев. По итогам сезона 2003/04 «Шериф» стал в четвёртый раз чемпионом страны, опередив «Нистру» на восемь очков. В финале Кубка молдавский клуб не смог одолеть «Зимбру», уступив со счётом 1:2. В летнее трансферное окно команду покинул молдавский полузащитник Станислав Иванов, который подписал контракт с клубом «Москва». В этом сезоне клуб снова сумел добраться до второго квалификационного раунда Лиги чемпионов. Домашний матч первого раунда против люксембургского «Женесса» тираспольчане выиграли со счётом 2:0, в ответной игре «жёлто-чёрные» проиграли 0:1. Во втором раунде в соперники молдавскому клубу достался норвежский «Русенборг», который оказался сильнее, по сумме двух матчей счёт 1:4 в пользу тронхеймского клуба. 8 августа «Шериф» завоевал второй Суперкубок Молдовы подряд, обыграв «Зимбру» со счётом 1:0, единственный гол забил Альберто Бланко во втором тайме матча.

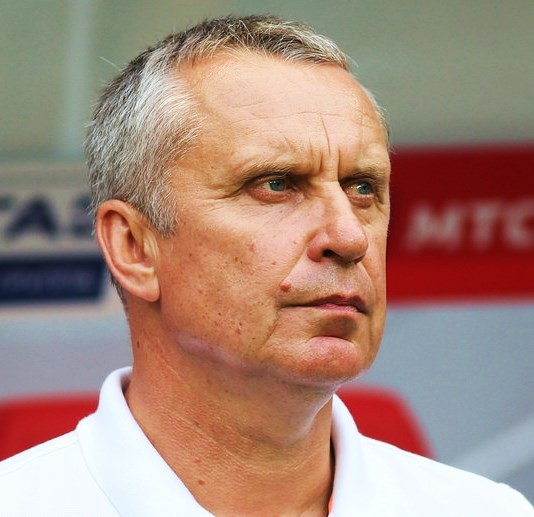
Леонид Кучук

В январе 2005 года команду покинул Юрий Приганюк, защитник сборной Молдовы подписал трёхлетний контракт с «Химками» из первого российского дивизиона. На Кубке Содружества 2005 команда провела лишь два матча, так как попала в одну из групп, в которой было 3 команды, из-за того, что по регламенту турнира «Локомотив» и «Динамо» (Киев) приняли участие с 1/2 финала. В первой игре «Шериф» проиграл азербайджанскому «Нефтчи» со счётом 0:1, а во втором матче обыграл туркменский «Небитчи» с крупным счётом 5:0. Тираспольская команда заняла второе место в группе и завершила своё участие на турнире. По итогам сезона 2004/05 «Шериф» стал в пятый раз чемпионом Молдовы, проиграв лишь два матча. На стадии ¼ финала Кубка Молдовы тираспольский клуб не смог одолеть «Дачию», проиграв со счётом 0:1. В первом квалификационном раунде розыгрыша Лиги чемпионов 2005/06 команде в соперники достался мальтийский клуб «Слима Уондерерс», гостевой матч завершился со счётом 1:4 в пользу «Шерифа», дважды отличился Епуряну, ещё по одному голу забили Кучук и Флореску. В ответном поединке у себя дома «жёлто-чёрным» удалось забить два безответных мяча и пройти дальше. Во втором отборочном раунде «Шериф» встречался с белградским «Партизаном», оба поединка сербский клуб выиграл со счётом 1:0. 7 августа 2005 года «Шериф» снова одержал победу в матче за Суперкубок страны, игра с «Нистру» закончилась со счётом 4:0, два мяча забил Олег Гуменюк, по одному разу отличились Александр Епуряну и Алексей Кучук. В ноябре 2005 года состав тираспольского клуба пополнил нападающий сборной Бенина Разак Омотойосси.
14 января 2006 года «Шериф» начал своё выступление на Кубке Содружества 2006, в первой игре со счётом 3:2 был обыгран донецкий «Шахтёр», во второй встрече «Шериф» проиграл туркменскому МТТУ со счётом 0:1, а в заключительном поединке групповой стадии крупно обыграл киргизский «Дордой-Динамо» со счётом 7:0. Тираспольчане вышли из группы со второго места и уступили в четвертьфинале литовскому «Каунасу» в серии послематчевых пенальти, основное время поединка закончилось со счётом 1:1. В сезоне 2005/06 тираспольский клуб оформил очередной золотой дубль, завоевав все трофеи внутреннего первенства страны. Чемпионство «жёлто-чёрные» оформили за 3 тура до окончания чемпионата, после победы над бендерским «Динамо» со счётом 7:1, клуб стал недосягаем с отрывом от ближайшего соперника в 18 очков. Алексей Кучук стал лучшим бомбардиром сезона, забив 13 голов. В финальном матче за Кубок Молдовы команда обыграла «Нистру» со счётом 2:0. Лучшим снайпером Кубка Молдовы стал игрок «Шерифа» Самуэль Йебоа, забивший в ворота соперников 10 мячей. В очередном розыгрыше Лиги чемпионов «Шерифу» в первом отборочном раунде в соперники достался «Пюник». Поединок в Ереване завершился без голов, в домашнем матче молдавская команда победила со счётом 2:0. Во втором раунде тираспольчане встречались с московским «Спартаком», игра в Тирасполе завершилась со счётом 1:1, «Шериф» отыгрался на 92-й минуте благодаря голу Разака Омотойосси. Ответная встреча в «Лужниках» закончилась нулевой ничьей, «красно-белые» прошли дальше, благодаря голу на выезде. В конце августа румынский вратарь Себастьян Хуцан был отдан в аренду на полгода в московское «Динамо», а в «Шериф» вернулся Сергей Даду, начинавший свою карьеру за тираспольский клуб. В октябре с «Шерифом» подписали пятилетние контракты два бразильца: защитник Жозе Надсон и нападающий Алберто Тиаго.

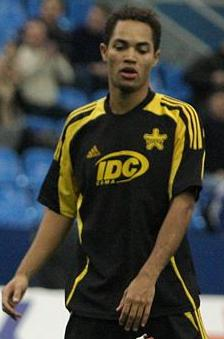
Бразильский защитник Жозе Надсон

В январе 2007 года молдавский клуб принял участие в розыгрыше очередного Кубка Содружества. В первом матче групповой стадии был обыгран киргизский «Дордой-Динамо» со счётом 3:0, во втором поединке на турнире «Шериф» обыграл эстонскую «Левадию» со счётом 3:2, в последней игре групповой стадии был обыгран азербайджанский «Бакы» со счётом 4:3, таким образом, команда вышла в четвертьфинал с первого места, став единственной командой на этом турнире, которой удалось выиграть все три матча в группе. На стадии ¼ финала тираспольчане встречались с белорусским БАТЭ, «Шериф» одержал победу с минимальным счётом 1:0 и прошёл дальше, в полуфинале «жёлто-чёрные» уступили будущему победителю — узбекскому «Пахтакору» со счётом 0:1 и покинули турнир. В феврале из команды ушли сразу два игрока основного состава: румын Рэзван Кочиш перешёл в московский «Локомотив», а молдавский защитник Александр Епуряну подписал контракт с клубом «Москва». По итогам сезона 2006/07 «Шериф» завоевал седьмое чемпионство и стал лауреатом приза Don Balón, за то, что не проиграл ни одного матча за весь сезон. В чемпионате команда одержала 28 побед, 8 матчей завершились ничьей, в сумме было набрано 92 очка. В матче 33-го тура чемпионата против команды «Искра-Сталь» Алексей Кучук забил свой 43-й гол за команду, тем самым белорусский нападающий «Шерифа» стал лучшим бомбардиром за всю историю клуба, побив предыдущий рекорд, принадлежавший Сергею Рогачёву. В июне 2007 года тираспольский клуб выиграл Суперкубок Молдовы, со счётом 1:0 обыгран кишинёвский «Зимбру» благодаря голу бразильского форварда Алберто Тиаго. В первом квалификационном раунде Лиги чемпионов сезона 2007/08 в соперники «осам» достался андоррский «Ранжерс». В домашнем поединке, который прошёл 18 июля на главной арене спортивного комплекса «Шериф», тираспольчане выиграли со счётом 2:0. Ответная встреча состоялась 24 июля в городе Андорра-ла-Велья, тираспольский клуб забил три безответных мяча и прошёл дальше. На второй стадии квалификации «жёлто-чёрным» в соперники достался турецкий «Бешикташ», первая встреча прошла 1 августа на стамбульском стадионе «Инёню», матч завершился победой «Бешикташа» со счётом 1:0, единственный гол забил Ибрахим Тораман на 73-й минуте. Ответный поединок прошёл 8 августа, «Шериф» проиграл со счётом 0:3, все мячи тираспольчане пропустили во втором тайме. В сентябре 2007 года клуб покинул украинский защитник Олег Гуменюк, выступавший в «Шерифе» с 2001 года.

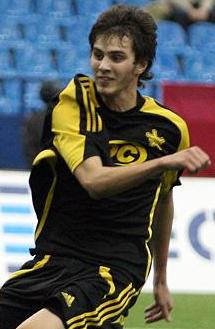
Александр Ерохин

В зимнее трансферное окно 2008 года из команды ушёл основной вратарь команды — Сергей Пащенко, который подписал трёхлетний контракт с владикавказской Аланией. На его место из «Тирасполя» был куплен Станислав Намашко, который стал основным голкипером клуба. 19 января команда провела первый матч на Кубке чемпионов Содружества 2008, игра против «Зенита» закончилась поражением «Шерифа» со счётом 1:3, во втором поединке тираспольчане обыграли эстонскую «Левадию» со счётом 3:0, в завершающем матче групповой стадии «жёлто-чёрные» обыграли туркменский «Ашхабад» со счётом 4:0. Тираспольчане вышли из группы со второго места и уступили в четвертьфинале азербайджанскому «Хазару» в серии послематчевых пенальти, основное время поединка закончилось со счётом 2:2. В чемпионате команда вновь смогла выиграть первенство Молдовы, тем самым обогнав «Зимбру» по количеству выигранных чемпионских титулов. 20 мая 2008 года «Шериф» в пятый раз завоевал Кубок Молдовы, единственный мяч в финале против «Нистру» забил Иван Тестемицану. В конце июня бухарестское «Динамо» приобрело у «жёлто-чёрных» бразильца Альберто Тиаго, сумма трансфера составила 450 000 евро. В Лиге чемпионов 2008/09 «Шериф» сумел добраться до второго квалификационного раунда в восьмой раз подряд. В первом отборочном раунде молдавская команда встречалась с казахстанским «Актобе». 17 июля состоялся гостевой матч, который закончился поражением «Шерифа» со счётом 1:0, единственный мяч был забит с пенальти на 47-й минуте. Домашнюю игру «жёлто-чёрные» уверенно выиграли, забив четыре безответных мяча после перерыва. Во втором раунде чемпион Молдовы встречался с пражской «Спартой», домашний поединок закончился со счётом 1:0 в пользу чешского клуба. Ответная игра прошла 6 августа на стадионе «Летна», «Спарта» выиграла, забив два безответных мяча, по сумме двух матчей счёт 0:3 в пользу чешской команды. В августе «Шериф» покинул лучший бомбардир команды белорус Алексей Кучук, перешедший в краснодарскую «Кубань». В сентябре «жёлто-чёрные» подписали контракт с гвинейским защитником Джибрилем Пайе.

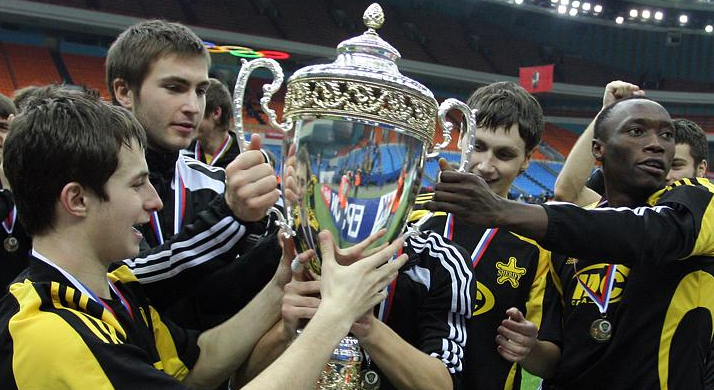
«Шериф» — обладатель Кубка Содружества 2009

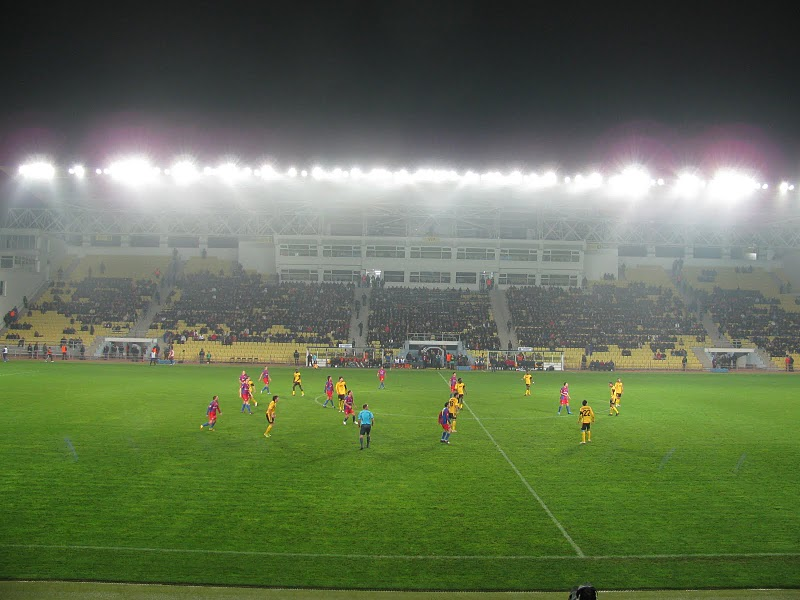
Матч Лиги Европы в сезоне 2009/10 против «Стяуа»

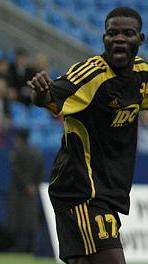
Флоран Руамба на Кубке Содружества 2009

Перед стартом на очередном розыгрыше Кубка чемпионов Содружества в «Шерифе» произошло много изменений. Покинули команду молдавские игроки Сергей Алексеев, Игорь Пикущак и Евгений Городецкий, а также румыны Даниел Негруц и Ионуц Раду. В числе новичков — молдаване Дмитрий Стажила, Александр Скрипченко, Юрий Синицких, Виктор Труханов, Георгий Никологло, Константин Мандрыченко, сенегалец Андре Дьеду и серб с русскими корнями Владимир Волков. Кроме того, из аренды в стан «Шерифа» вернулись Александр Суворов, Виталий Булат и Александр Пащенко. В первом матче групповой стадии Кубка чемпионов Содружества 2009 «Шериф» обыграл донецкий «Шахтёр» со счётом 4:0, следом был обыгран таджикистанский «Регар-ТадАЗ» со счётом 2:1, последний групповой матч «осы» провели без голов против «Левадии», таким образом чемпион Молдовы набрав семь очков занял первое место в Группе С. На стадии ¼ финала «Шериф» обыграл в серии послематчевых пенальти латвийским «Вентспилс», основное время матча прошло без голов. Полуфинальный матч с узбекским «Пахтакором» также завершился вничью — 2:2, в серии пенальти тираспольчане одержали верх со счётом 4:3. В основное время финального матча против казахстанского «Актобе» команды также не смогли выявить победителя, уже на 8 минуте матча с пенальти в составе «Шерифа» отличился Александр Суворов, на 65 минуте казахстанцы отыгрались благодаря голу Юрия Логвиненко, серия послематчевых пенальти закончилась со счётом 5:4 в пользу «Шерифа», таким образом клуб во второй раз смог завоевать Кубок Содружества. В числе трёх лучших бомбардиров турнира был нападающий тираспольчан Александр Ерохин, по ходу соревнования он сумел отличиться 4 раза. В апреле клубу удалось выиграть девятый чемпионский титул подряд, полузащитник «Шерифа» Бенджамин Балима был признан лучшим игроком Молдовы сезона 2008/09 по версии официального сайта УЕФА. В мае команда завоевала очередной Кубок Молдовы, в финале «Шериф» победил кишинёвскую «Дачию» со счётом 2:0, голы забили буркинийские легионеры тираспольской команды Флоран Руамба и Бенджамин Балима. Во втором отборочном раунде Лиги чемпионов 2009/10 «жёлто-чёрные» встречались с финским «Интером». В первом матче «Шериф» играл в атакующий футбол, однако опасных моментов соперники практически не создавали, за три минуты до перерыва с пенальти удалось отличиться Александру Суворову, в ответном поединке снова был назначен пенальти, который реализовал всё тот же Суворов. Минимальная победа в обеих встречах позволила «Шерифу» пройти в третий раунд, где тираспольчане встречались с пражской «Славией». Игра в Тирасполе завершилась без голов. В ответной встрече на «Эден Арене» «Славия» смогла забила гол на 15-й минуте, однако перед самым финальным свистком Жозе Надсон сравнял счёт, таким образом бразильский нападающий «Шерифа» принёс команде победу по правилу выездного гола. В плей-офф отборочной стадии Лиги чемпионов в соперники «Шерифу» достался греческий «Олимпиакос». Оба матча тираспольчане проиграли, но впервые в своей истории попали в групповой раунд Лиги Европы. «Жёлто-чёрные» попали в группу «H» вместе с турецким «Фенербахче», голландским «Твенте» и румынской «Стяуа». 17 сентября в стартовом туре «Шериф» в гостях сыграл в нулевую ничью с бухарестской «Стяуа». Первый в своей истории домашний матч групповой стадии Лиги Европы «осы» проиграли турецкому «Фенербахче», единственный гол забил бразилец Алекс. 22 октября «жёлто-чёрные» одержали первую победу в групповом турнире Лиги Европы, в домашнем поединке против голландского «Твенте» сперва отличился Балима, а затем уже в добавленное время второй гол забил Джимми Франса. Через две недели в ответном поединке на стадионе «Гролс Весте» голландцы одержали верх со счётом 2:1, «Шериф» владел инициативой большую часть матча, но не сумел набрать даже одного очка, пропустив решающий мяч на 89-й минуте. В ноябре руководство команды отправило официальное письмо в адрес Российского футбольного союза, в котором сообщалось, что «Шериф» вынужден отказаться от участия в Кубке Содружества 2010. Связано это с участием тираспольского клуба в матчах группового этапа Лиги Европы 2009/10 и отсутствием возможности подготовки к московскому турниру основного состава команды, согласно новому регламенту турнира запрещается выставлять не основной состав на матчи Кубка Содружества. Очередной матч групповой стадии Лиги Европы прошёл в Тирасполе 2 декабря, «Шериф» и «Стяуа» обменялись голами в концовке поединка и завершили встречу ничьей со счётом 1:1. В последнем матче в Стамбуле тираспольский клуб проиграл досрочному победителю группы «Фенербахче» со счётом 0:1, единственный мяч забил на 15-й минуте Угур Борал. Этот матч стал последним в составе «Фенербахче» для чемпиона мира по футболу 2002 года Роберто Карлоса, который появился на поле за три минуты до конца встречи. В итоге чемпион Молдовы с пятью очками занял третье место в своей группе.

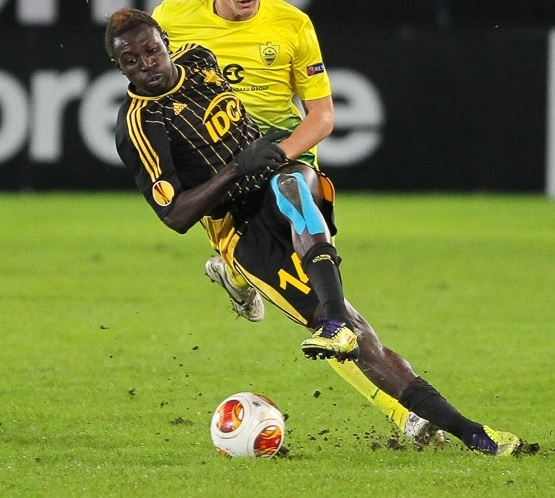
Бенджамин Балима

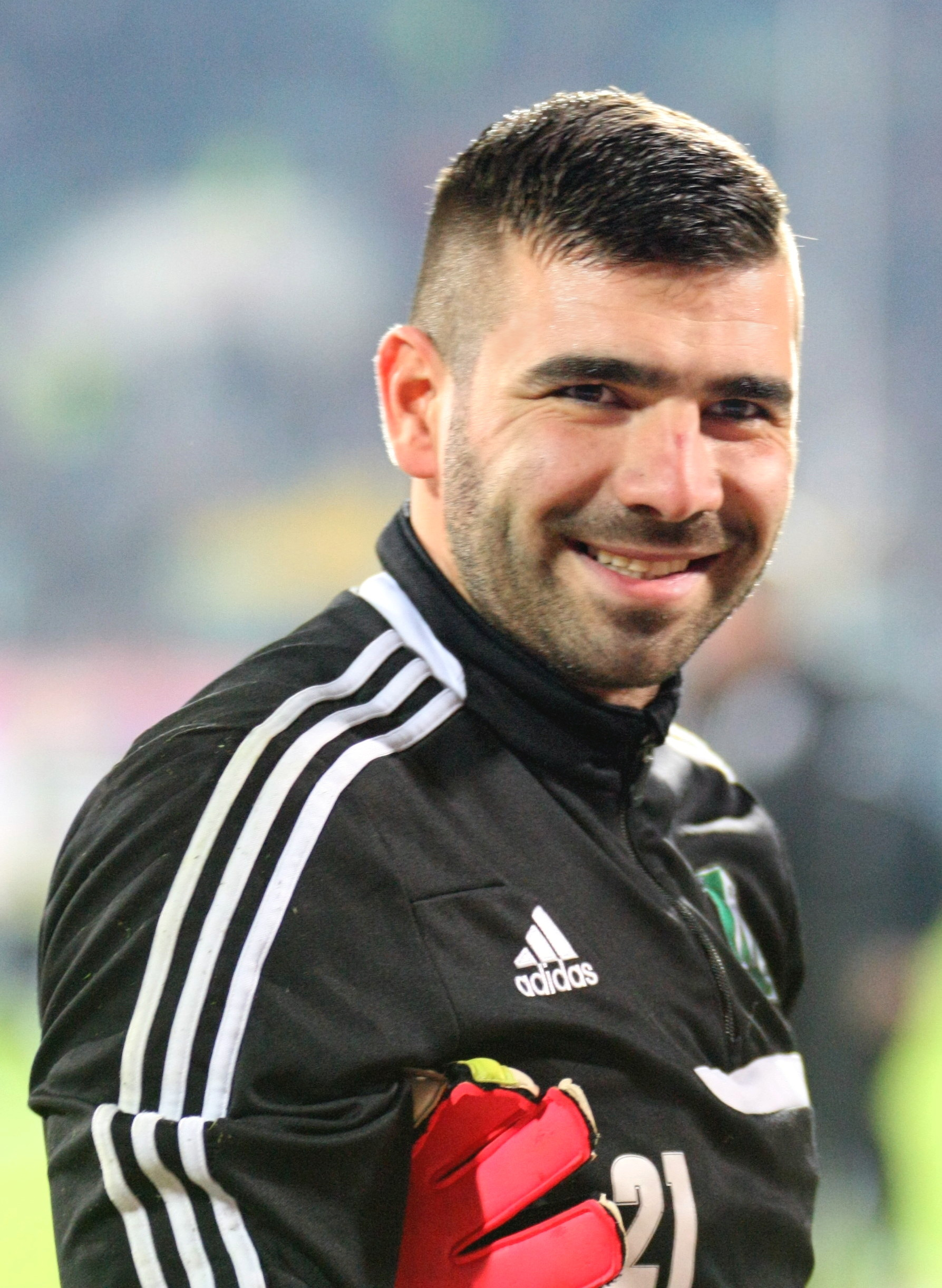
Болгарский вратарь Владислав Стоянов

2010 год для тираспольчан начался со смены главного тренера — Леонид Кучук решил не продлевать контракт, ему на смену пришёл Андрей Сосницкий, работавший в тренерском штабе команды с июня 2008 года. В конце января команду покинул вратарь национальной сборной Молдовы Станислав Намашко, который подписал трёхлетний контракт с российским клубом «Кубань». В сезоне 2009/10 «Шериф» в очередной раз оформил золотой дубль, чемпионство «жёлто-чёрные» оформили с отрывом в 19 мячей, а в финале Кубка Молдовы, как и в прошлом году, была обыграна «Дачия» со счётом 2:0, дублем отметился бразилец Джимми Франса. В домашнем матче второго отборочного раунда Лиги чемпионов 2010/11 тираспольчане одержали уверенную победу над «Динамо» (Тирана) со счётом 3:1, несмотря на поражение в Албании со счётом 0:1 «Шериф» пробился в третий отборочный раунд. Первая встреча третьего квалификационного раунда против загребского «Динамо» прошла на равных, хорваты забили быстрый гол, «Шериф» много угрожал со «стандартов». На 35-й минуте после очередного стандартного положения тираспольчане отыгрались: после подачи со штрафного Александр Ерохин оказался расторопнее в суматохе у ворот и переправил мяч в сетку с близкого расстояния. Концовка встречи прошла при тотальном преимуществе «Шерифа», но на табло это никак не отразилось. Уже на 16-й минуте ответного поединка атака «ос» завершилась голом Владимира Волкова, после которого тираспольчане перешли на игру от обороны. Во втором тайме «Динамо» усилило натиск на ворота гостей, и на 55-й минуте всё же отыграли мяч с пенальти. Игра так и закончилось со счётом 1:1, в серии одиннадцатиметровых вратарь «Шерифа» Владислав Стоянов отбил три пенальти, а точный удар Артёма Хачатурова принёс тираспольчанам победу. 18 августа состоялся первый матч плей-офф за выход в групповую стадию Лиги чемпионов. В соперники «Шерифу» достался швейцарский «Базель», который обыграл «Шериф» в обеих встречах. Матч на стадионе «Санкт-Якоб Парк» завершился победой хозяев со счётом 1:0, отличился Валентин Штокер. В ответной игре в Тирасполе «Базелю» удалось забить три безответных мяча в заключительные 16 минут встречи. Таким образом, вылет из плей-офф Лиги чемпионов снова дал право команде играть в групповой стадии Лиги Европы. «Шериф» попал в группу «Е» вместе с голландским «Алкмар Занстрек», белорусским БАТЭ и украинским «Динамо» Киев. В первом матче групповой стадии команда продолжила неприятную для себя традицию оставаться без побед в гостевых поединках Кубка УЕФА и Лиги Европы, уступив на стадионе «АФАС» «Алкмаару» со счётом 1:2. 30 сентября тираспольчанам удалось одолеть киевское «Динамо», на восьмой минуте хозяева открыли счёт после непростительной ошибки голкипера киевлян Дениса Бойко, а на 37-й Джимми Франса забил второй мяч с пенальти. 21 октября на главной арене спорткомплекса «Шериф» состоялся матч против белорусского БАТЭ, единственный гол в этой встрече на 8-й минуте забил защитник гостей Сергей Сосновский. В следующем матче «Шериф» снова не смог одолеть чемпиона Беларуси, поединок в Минске закончился со счётом 1:3. Домашний матч против «Алкмаара» завершился боевой ничьей со счётом 1:1, в составе «Шерифа» отличился Флоран Руамба, который метров с тридцати нанёс пушечный удар по воротам Серхио Ромеро. Завершающий матч групповой стадии «жёлто-чёрные» провели в Киеве, «Динамо» создало большое количество голевых моментов, но так и не смогло пробить голкипера «Шерифа» Дмитрия Стажилу, игра завершилось нулевой ничьей. В итоге команда набрала 5 очков и заняла последнее место в своей группе.

### 2011—2014. Конец гегемонии
В январе 2011 года «Шериф» отказался от участия в Кубке Содружества, в связи с выступлением команды в Лиге Европы. В качестве вице-чемпиона страны на турнир отправилась рыбницкая «Искра-Сталь». В конце января было объявлено о переходе в стан молдавского клуба российского полузащитника Наиля Замалиева из московского «Динамо». В апреле по обоюдному согласию сторон было расторгнуто соглашение с Сосницким, ему на смену пришёл другой белорусский специалист — Виталий Рашкевич. Выступление в еврокубках не позволило команде должным образом сконцентрироваться на национальном первенстве и завоевать одиннадцатый чемпионский титул подряд. По итогам сезона в чемпионате Молдовы «Шериф» занял второе место, отставание от «Дачии», которая стала чемпионом страны, составило 9 очков. В полуфинале Кубка страны тираспольчане уступили рыбницкой «Искре-Сталь», первый матч «Шериф» выиграл со счётом 1:0, но в ответной встрече рыбницкая команда сумела забить три безответных гола, тем самым обеспечив себе место в финале. В рамках второго отборочного раунда Лиги Европы 2011/12 «Шериф» не смог одолеть «Железничар». Поединок в Сараево закончился победой хозяев со счётом 1:0, ответная встреча в Тирасполе прошла без голов.

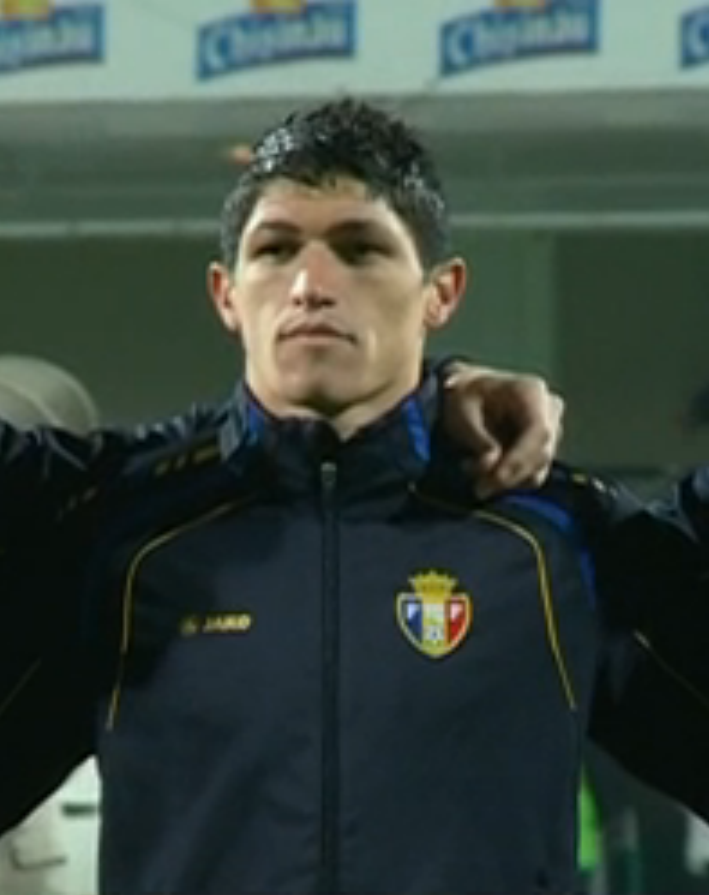
Луваннор Энрике провёл три года в «Шерифе»

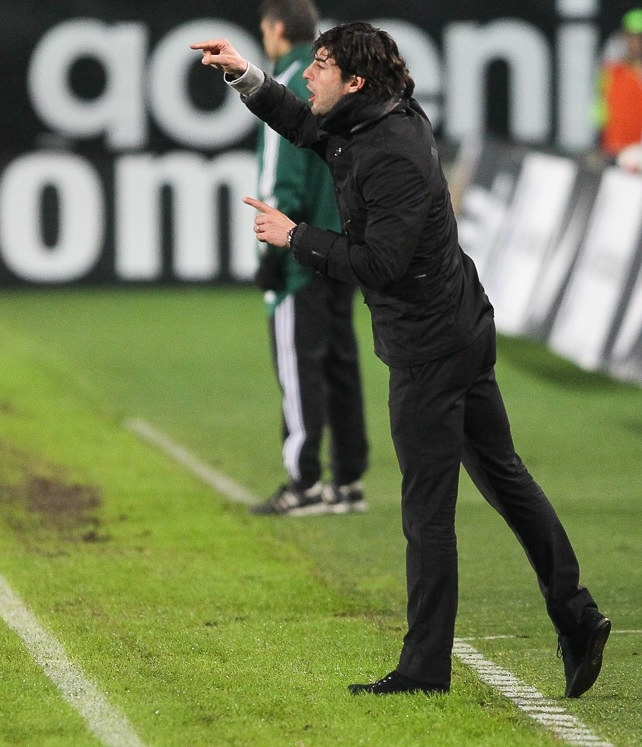
Испанец Хуан Феррандо руководит действиями игроков «Шерифа» во время матча Лиги Европы 2013/14

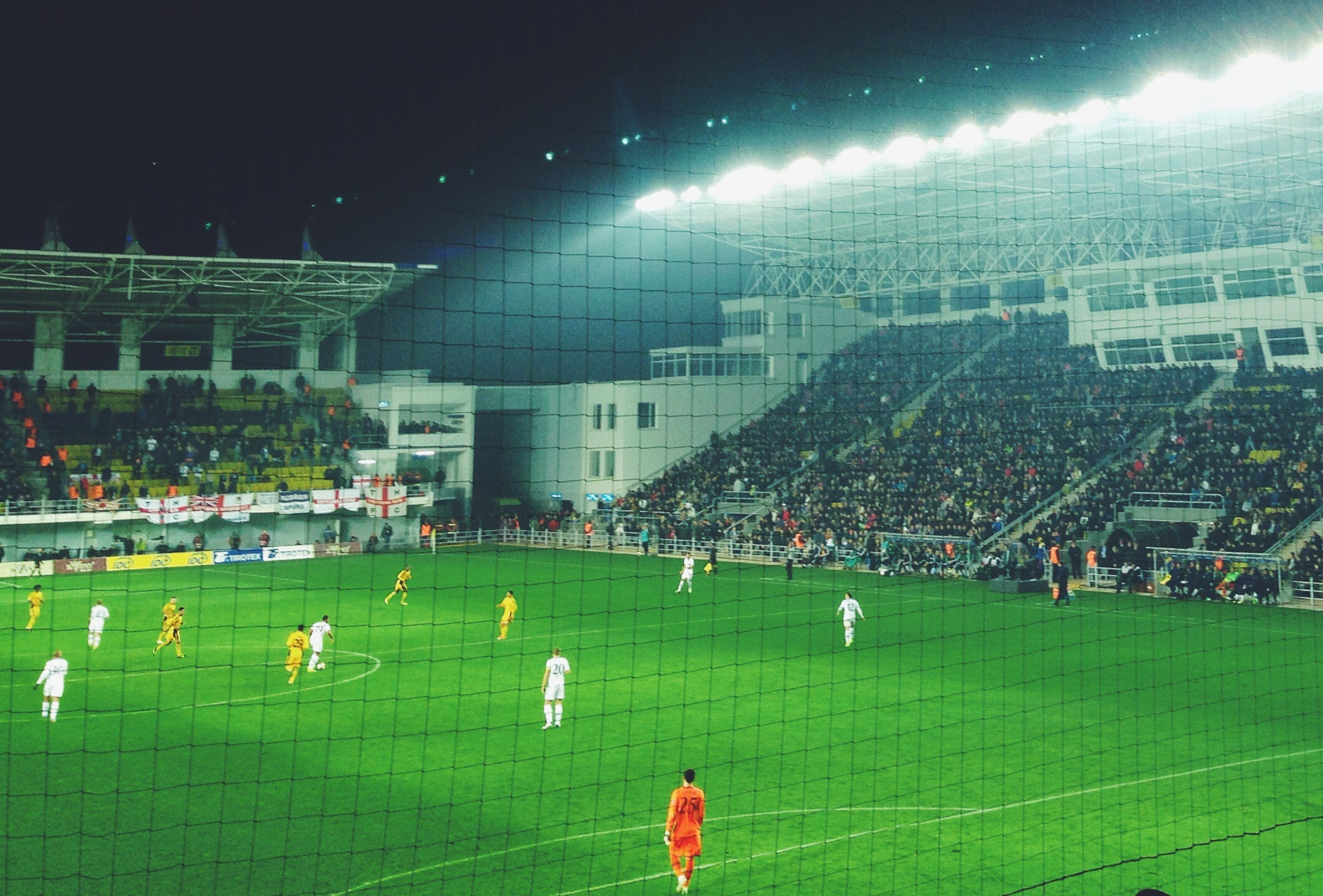
«Шериф» в домашнем матче против «Тоттенхэма»

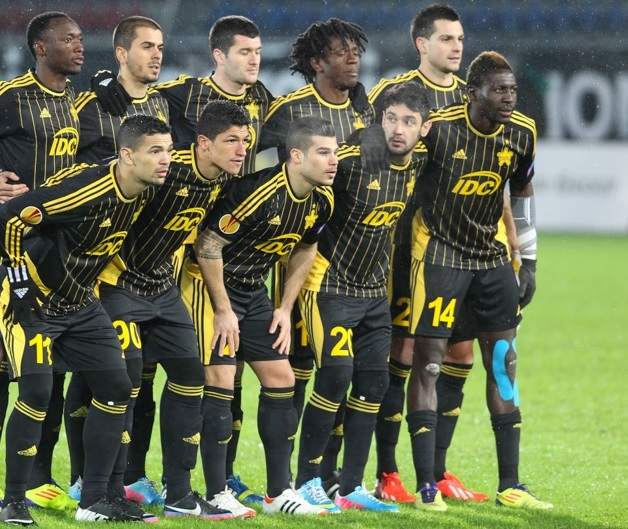
«Шериф» в 2013 году: Пайе, Станоевич, Иса, Метуа, Самарджич, Рикардиньо, Луваннор, Мояль, Каду, Балима

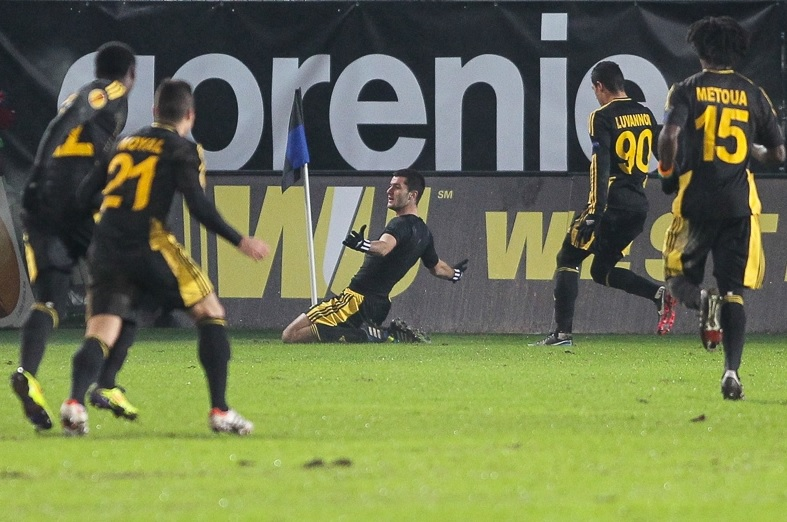
Иса празднует забитый гол в ворота «Анжи» в выездном матче Лиги Европы 2013/14

Зимой 2012 года клуб расторг контракт с лучшим бомбардиром чемпионата Молдовы 2009/10 — Джимми Франсой, пополнили ряды команды португальцы Жоао Перейра и Жозе Коэльо, боливиец Дарвин Риос, а также молдаване Александру Оникэ и Александр Дедов. В чемпионате Молдовы 2011/12 команда сумела вернуть золотые медали первенства Молдовы, тем самым «Шериф» завоевал свой одиннадцатый чемпионский титул. Лучшим бомбардиром Национального дивизиона стал Бенджамин Балима, который сумел отличиться в семи стартовых турах чемпионата и забил в общей сложности 18 мячей. В полуфинале Кубка Молдовы футболисты «Шерифа» уступили команде «Рапид» в серии послематчевых пенальти, основное время поединка завершилось со счётом 1:1. 29 мая 2012 года главным тренером команды назначен серб Милан Миланович. 23 июня 2012 года состоялся прощальный матч Важи Тархнишвили, который тринадцать с половиной лет являлся капитаном команды и стал настоящим символом «Шерифа», на его счёту более 500 официальных матчей за молдавскую команду. В матче за Суперкубок тираспольчане по пенальти уступили «Милсами» со счётом 6:5, основное время матча завершилось нулевой ничьей. Летом 2012 года из московского «Локомотива» в стан «жёлто-чёрных» вернулся Станислав Иванов, который уже выступал в «Шерифе» с 1997 по 2004 год. В отборочной стадии Лиги чемпионов 2012/13 «Шериф» сумел пробиться в третий квалификационный раунд, в котором уступил загребскому «Динамо» с общим счётом 0:5, после чего с поста главного тренера был уволен Миланович, команду возглавил румынский специалист Михай Стойкицэ. Вылет из Лиги чемпионов дал право команде играть в раунде плей-офф Лиги Европы с марсельским «Олимпиком», домашний матч закончился со счётом 1:2 в пользу французов, ответный поединок на «Велодроме» завершился нулевой ничьей.
Зимой 2013 года команду покинули Владислав Стоянов, перешедший в болгарский «Лудогорец» и Флоран Руамба, игравший за «Шериф» с 2006 года, буркинийский полузащитник на правах свободного агента перешёл в английский клуб «Чарльтон Атлетик». В апреле 2013 года Стойкицэ покинул команду, свой уход мотивировав «сложившимися личными обстоятельствами, вынудившими его уехать на родину», клуб возглавил белорусский специалист Виталий Рашкевич, до этого тренировавший «Шериф-2». 7 мая «Шериф» выбыл из розыгрыша Кубка Молдовы, уступив в полуфинальной встрече «Тирасполю» со счётом 1:2. Весеннюю часть чемпионата «Шериф» провёл неровно, чередуя победы с поражениями, однако это не помешало «жёлто-чёрным» завоевать второе кряду золото. 16 мая, за два тура до финиша, подопечные Виталия Рашкевича в Кишинёве обыграли «Зимбру» и обеспечили себе двенадцатый чемпионский титул. 25 июня в команду в качестве ассистента главного тренера пришёл испанец Хуан Феррандо, который до этого работал в юношеской команде испанской «Малаги», а также являлся персональным тренером по физподготовке Сеска Фабрегаса в лондонском «Арсенале». 29 июня «Шериф» в пятый раз выиграл Суперкубок Молдовы, поединок против «Тирасполя» закончился со счётом 2:0, голы забили Исмаил Иса и Бенджамин Балима. Перед стартом в еврокубках «Шериф» пополнили семь новых игроков, четверо из которых — бразильцы, общая сумма трансферов составила около миллиона долларов. 8 июля, после поражения со счётом 0:3 в товарищеском матче с российской «Томью», Виталий Рашкевич был отстранён от должности главного тренера, исполняющим обязанности был назначен Вячеслав Руснак, до этого работавший в команде ассистентом главного тренера. В рамках второго квалификационного раунда Лиги чемпионов 2013/14 тираспольский клуб встречался с черногорской «Сутьеской», поединок в Приднестровье закончился со счётом 1:1, ответная игра в Никшиче завершилась крупной победой «ос» со счётом 5:0. В третьем отборочном раунде «Шериф» в третий раз за последние четыре года попал на загребское «Динамо», поединок на стадионе «Максимир» «жёлто-чёрные» проиграли, матч прошёл под диктовку хозяев, «Шериф» сделал ставку на контратаки и пропустил единственный мяч лишь на последних минутах матча. В ответной встрече чемпион Молдовы пропустил три безответных мяча в свои ворота, таким образом команда покинула турнир и второй год подряд получила возможность выступить в раунде плей-офф Лиги Европы. В соперники «осам» досталась сербская «Войводина», выездной матч завершился со счётом 1:1. 28 августа официальный сайт клуба сообщил о приобретении бывшего игрока молодёжной сборной Испании Хуана Альварадо, известного под прозвищем Мелли. Домашний поединок против «Войводины» клуб выиграл со счётом 2:1, это позволило «Шерифу» в третий раз в своей истории попасть в групповой этап Лиги Европы. Тираспольчане попали в группу «K» вместе с английским «Тоттенхэмом», российским «Анжи» и норвежским «Тромсё». В первом матче групповой стадии «Шериф» дома встречался с махачкалинским «Анжи», команды не смогли открыть счёт и набрали по одному очку. 3 октября на норвежском стадионе «Алфхейм» команда сыграла вничью с «Тромсё» со счётом 1:1, «Шериф» сумел отыграться на 87-й минуте благодаря голу Рикардиньо. 24 октября «жёлто-чёрные» принимали дома «Тоттенхэм», игра закончилась со счётом 0:2 в пользу «шпор». Ответная игра состоялась 7 ноября на стадионе «Уайт Харт Лейн», англичане одержали победу со счётом 2:1. В составе «Шерифа» на 72 минуте отличился Исмаил Иса, этот гол стал первым пропущенным для «Тоттенхэма» в этом розыгрыше Лиги Европы. 28 ноября команда на стадионе «Сатурн» в Раменском сыграла вничью со счётом 1:1 с «Анжи», у тираспольчан снова отличился Исмаил Иса, за махачкалинцев гол забил молдавский защитник Александр Епуряну, ранее выступавший в составе «Шерифа». Таким образом, «Анжи», за тур до окончания группового этапа смог гарантировать себе место в плей-офф, а «Шериф» лишился шансов на выход из группы. В заключительном туре команда дома переиграла «Тромсё» со счётом 2:0, голы забили Каду и Иса. Набрав шесть очков в шести матчах «Шериф» занял третье место в своей группе. На следующий день после игры с «Тромсё» помощник главного тренера Хуан Феррандо был уволен из-за непопадания команды в плей-офф Лиги Европы.

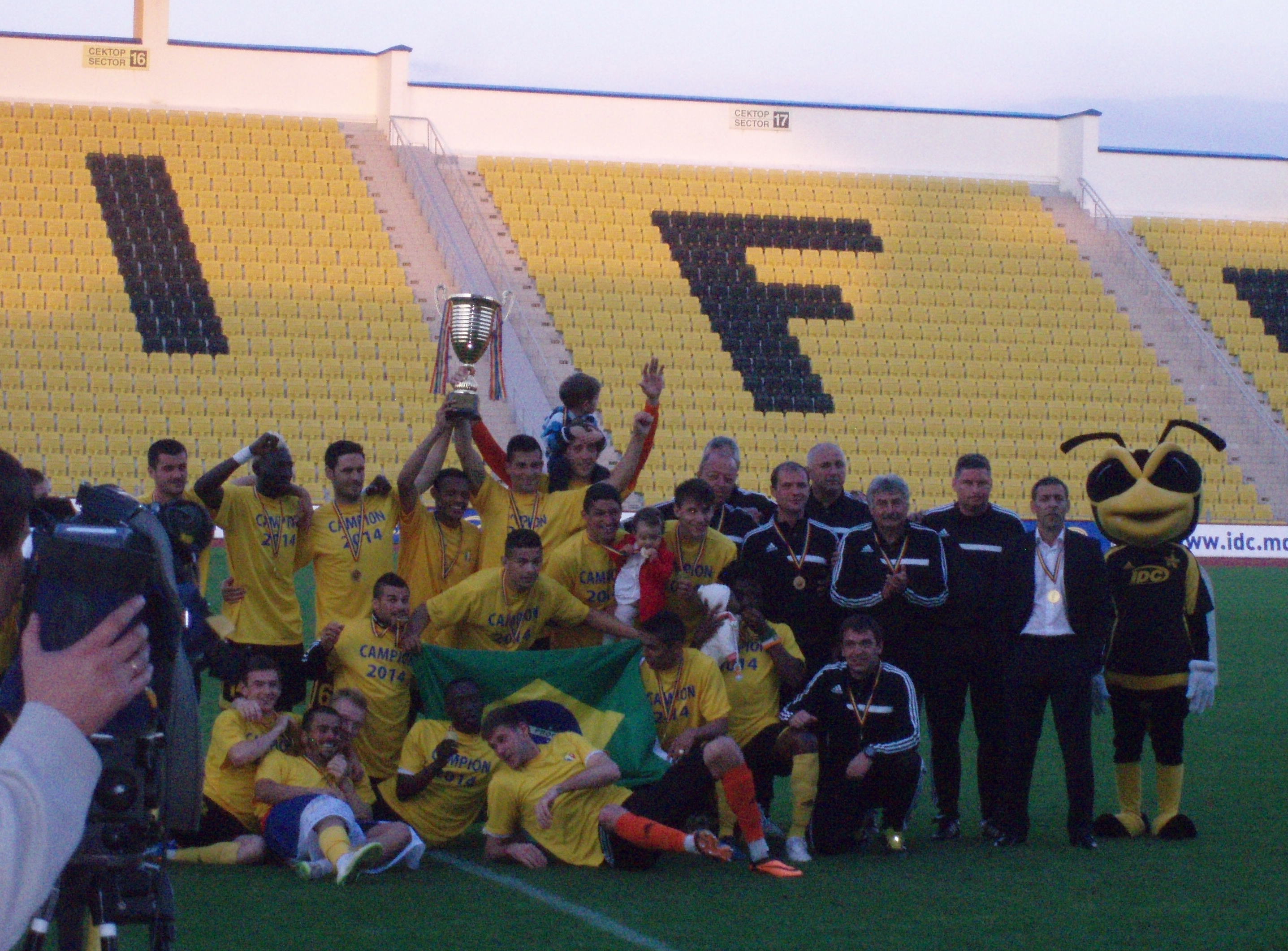
«Шериф» с чемпионским кубком сезона 2013/14

В январе 2014 года Вячеслав Руснак был официально назначен главным тренером клуба, а из бразильской Серии «Б» в «Шериф» перешли два футболиста: опорный полузащитник Эрнандес и нападающий Жуниньо Потигуар, признанный лучшим молодым игроком Серии «Б» 2013 года. 3 мая, за три тура до конца чемпионата, «Шериф» оформил своё тринадцатое чемпионство. Лучшим бомбардиром сезона стал Луваннор Энрике, отличившийся 26 раз, всего же команда забила 98 голов, что стало лучшим показателем для «Шерифа» за всю историю выступления в Национальном дивизионе. 25 мая в финале Кубка Молдовы «жёлто-чёрные» проиграли со счётом 1:3 кишинёвскому «Зимбру», больше часа финального матча тираспольчане провели в меньшинстве, прямую красную карточку за удар соперника локтем в верховой борьбе получил Луваннор Энрике. В летнее трансферное окно команду покинули израильский полузащитник Коби Мояль, испанский защитник Мелли, молдавский полузащитник Валентин Фурдуй и гвинейский защитник Джибриль Пайе, подписавший контракт с бельгийским клубом «Зюлте-Варегем». Кроме того, «Шериф» покинул словенский центральный защитник Мирал Самарджич, который являлся капитаном команды с лета 2012 года, права на футболиста выкупил хорватский клуб «Риека». Пополнила состав «жёлто-чёрных» целая группа игроков: линию нападения усилили молдаване Раду Гынсарь, Максим Юрку и Максим Антонюк, голландец Фред Бенсон и бразилец Гальвао, на позицию полузащитника были подписаны молдаванин Сергей Георгиев, бразилец Леонель Олимпио и румынский оборонительный полузащитник Андрей Мурешан. На вратарскую позицию был куплен аргентинский вратарь Матиас Дегра, кроме того, в команду вернулся молдавский голкипер Сергей Пащенко, ранее уже выступавший в «Шерифе». На правах аренды в стан команды перешли бразильский центральный защитник Лижжер Морейра, колумбийский полузащитник Бланко Элкин и португальский защитник Жоаозиньо. 27 июня на главной арене спорткомплекса «Шериф» состоялся матч за Суперкубок Молдовы, в котором тираспольчане встречались с кишинёвским «Зимбру», основное время матча закончилось с ничейным результатом — 1:1, в послематчевой серии пенальти победили «зубры» со счётом 4:3. 15 июля «Шериф» стартовал во втором квалификационном раунде Лиги чемпионов 2014/15, «осы» второй сезон кряду выясняли отношения с черногорской «Сутьеской». Домашняя игра закончилась победой «Шерифа» со счётом 2:0, отличились Андрей Мурешан и Исмаил Иса. Ответный поединок в Черногории тираспольчане выиграли со счётом 3:0, мячи забили Бенсон, Луваннор и Иса. На третьей стадии квалификации «жёлто-чёрным» в соперники достался словацкий «Слован». Игру на стадионе «Пасиенки» в Братиславе «Шериф» проиграл со счётом 1:2, ответная встреча прошла без забитых мячей. Команда покинула Лигу чемпионов и третий год подряд попала в раунд плей-офф Лиги Европы, где в соперники молдавской команде достался хорватский клуб «Риека», в который перед началом сезона перешёл бывший капитан «Шерифа» Мирал Самарджич. 10 августа на официальном сайте команды было объявлено о том, что Луваннор Энрике покинул ряды клуба и подписал контракт с «Аль-Шабаб» из Объединённых Арабских Эмиратов. 14 августа было объявлено, что в связи с неудовлетворительными результатами, Вячеслав Руснак был отстранён от поста главного тренера клуба, исполняющим обязанности на эту должность был назначен хорват Зоран Зекич, с начала 2014 года тренировавший «Шериф-2». В выездном матче раунда плей-офф Лиги Европы против «Риеки» тираспольчане уступили со счётом 0:1, единственный мяч был забит уже на 85 минуте поединка. В Тирасполе «жёлто-чёрные» пропустили от хорватов три безответных гола и покинули турнир. В декабре 2014 года вместо Николая Зюзина генеральным директором футбольного клуба «Шериф» был назначен Важа Тархнишвили, ранее занимавший пост спортивного директора.

### С 2015 по 2019 год

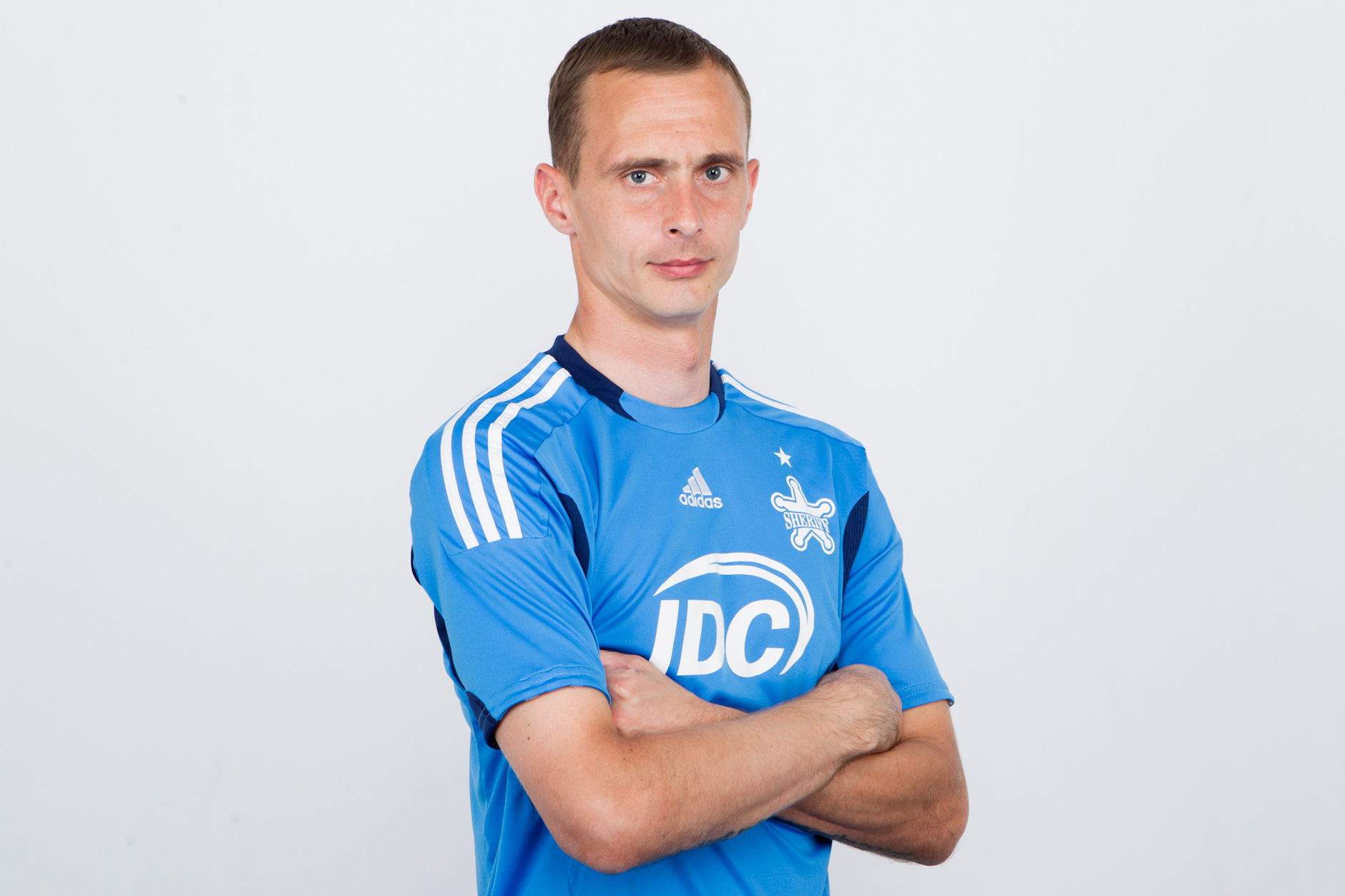
Капитан «Шерифа» в сезоне 2014/15 Сергей Пащенко

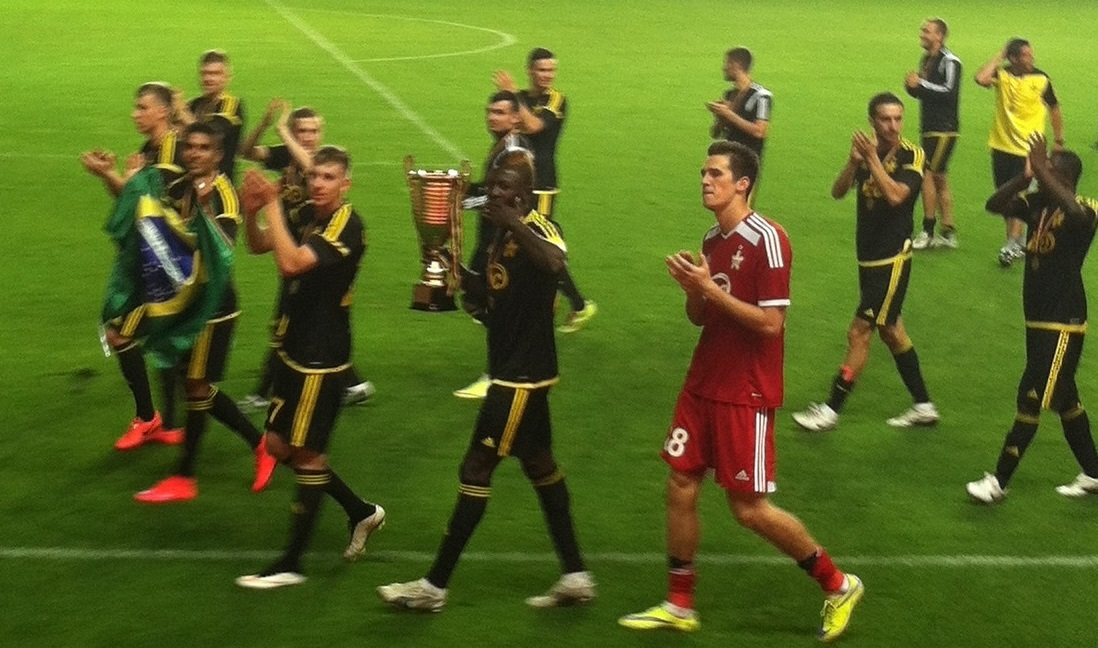
Команда с Суперкубком Молдовы 2015

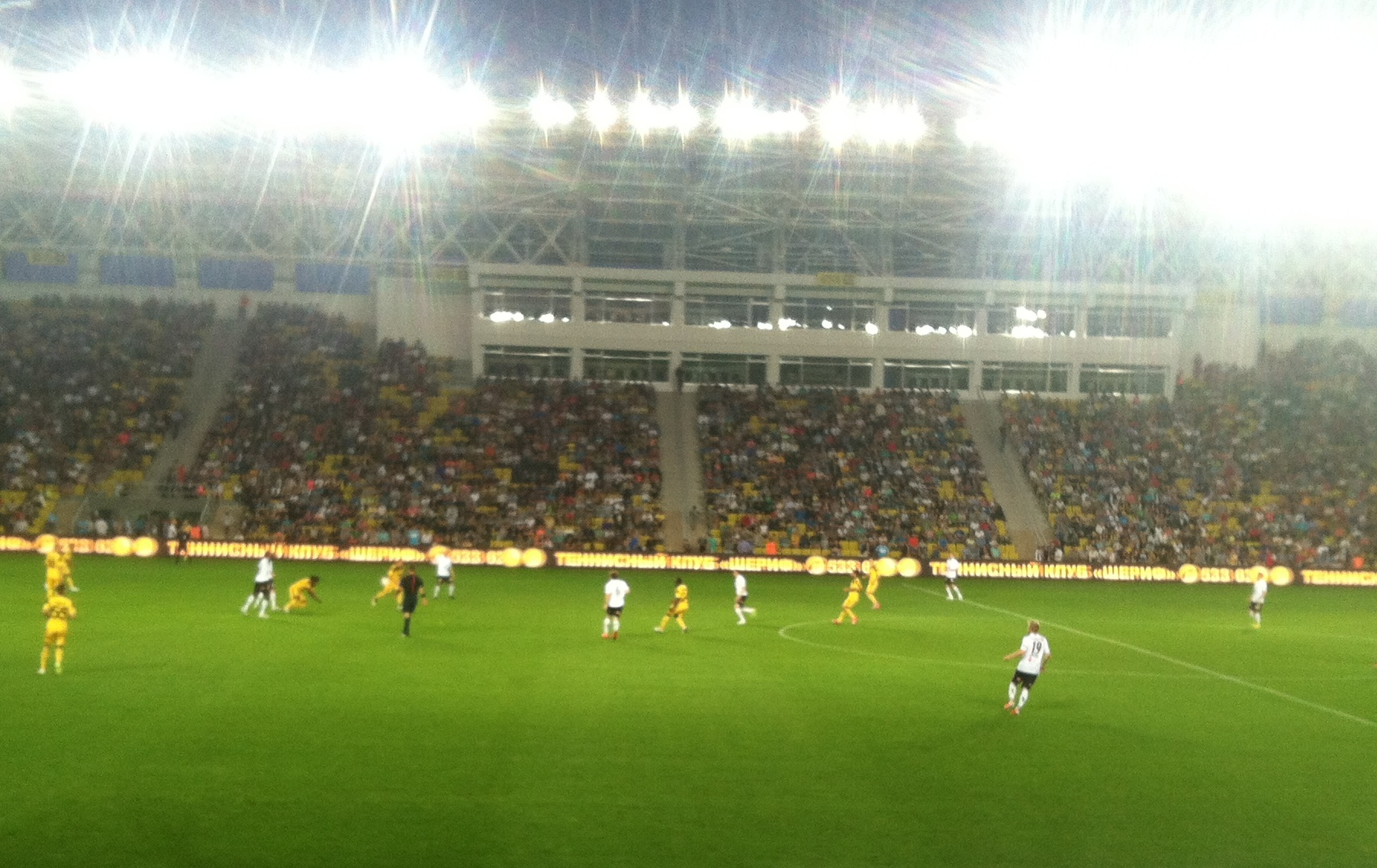
Матч Лиги Европы против «Одда»

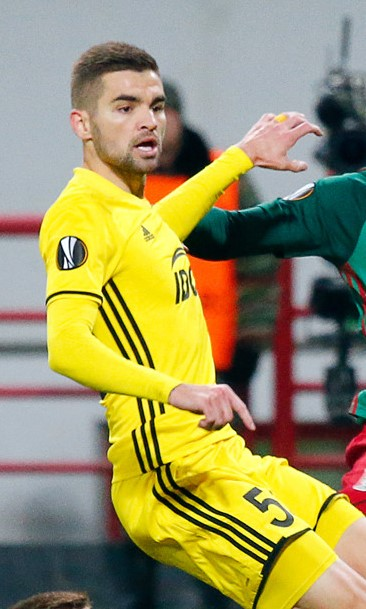
Сушич — капитан команды с 2016 года

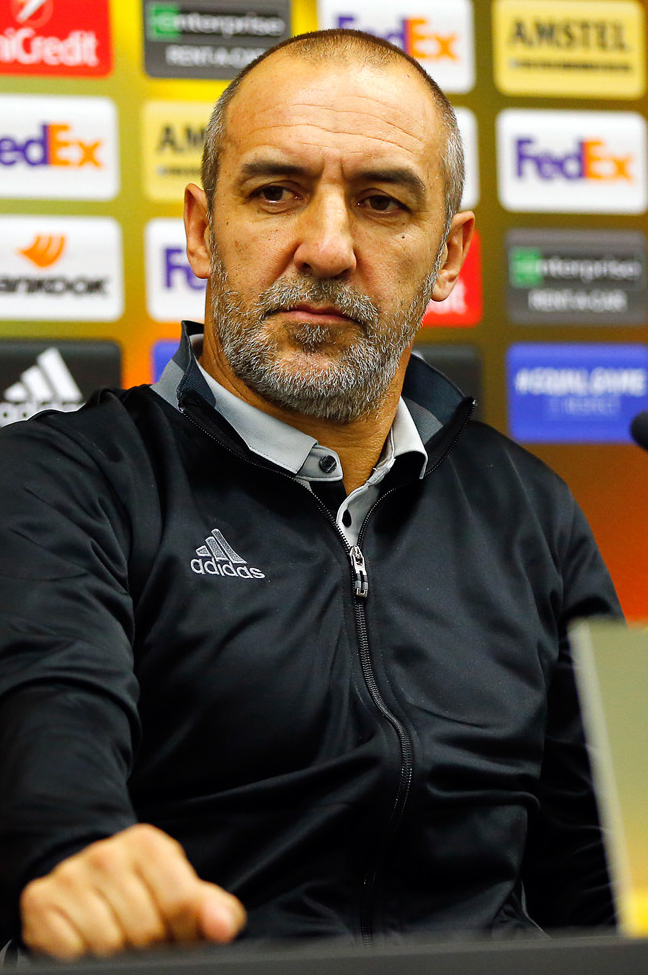
Роберто Бордин — главный тренер команды с 2016 года

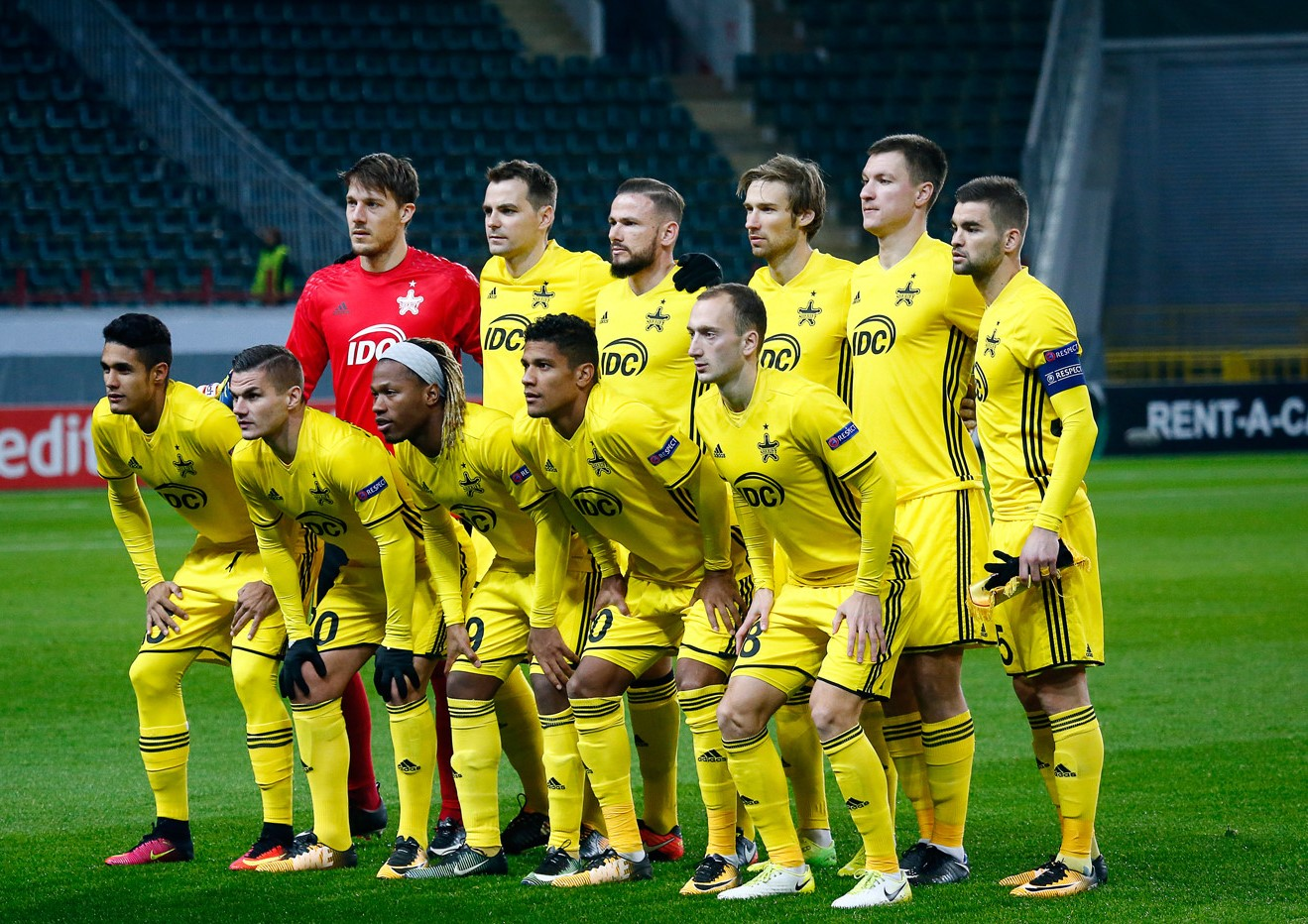
«Шериф» в 2017 году: Микулич, Кулушич, Раку, Кендыш, Посмак, Сушич, Кристиано, Брезовец, Бадибанга, Жайро, Антон

В январе 2015 года помощником главного тренера Зорана Зекича стал хорватский специалист Мирослав Бойко, до этого возглавлявший хорватскую «Цибалию», также штаб тираспольчан пополнил хорватский тренер по физической подготовке Денис Пуджа. В зимнее трансферное окно из румынского ЧФР в команду перешли двое футболистов: боснийский правый защитник Матео Сушич и испанский опорный полузащитник Айтор Монрой, из «Сараево» в «Шериф» перешёл ещё один босниец — защитник Амер Дуповац. Кроме того, из «Тирасполя» в аренду был взят молдавский нападающий Евгений Ребенжа, являющийся воспитанником Академии футбола «Шериф». Покинули «Шериф» Петар Лела, Фред Бенсон, Клисман Энрике, а у Элькина Бланко и Лижжера Морейра подошёл к концу срок аренды. 29 апреля в полуфинальном матче Кубка Молдовы команда обыграла «Милсами» со счётом 3:0, тем самым завоевав путёвку в финал турнира, где встретились с «Дачией». В предпоследнем туре чемпионата Молдовы 2014/15, несмотря на победу над «Зимбру», тираспольчане лишились шансов на чемпионский титул, так как «Дачия» и «Милсами» выиграли свои матчи, проходившие параллельно. В последнем туре все три команды набрали одинаковое количество очков — 55, чемпион определился по дополнительным показателям, итогом сезона для тираспольчан стало 3 место. Нападающий «Шерифа» Рикардиньо стал лучшим бомбардиром первенства, по ходу сезона бразилец сумел отличиться 19 раз. 24 мая «Шериф» в восьмой раз выиграл Кубок Молдовы, основное время финального матча с «Дачией» завершилось вничью со счётом 2:2, победный гол во втором овертайме забил Исмаил Иса. 26 мая клуб объявил о расторжении контракта с главным тренером Зораном Зекичем. Под руководством хорвата «Шериф» провёл в чемпионате 21 матч: одержал 16 побед, 3 раза сыграл вничью и потерпел 2 поражения. 27 мая официальный сайт клуба сообщил о назначении главным тренером Лилиана Попеску, молдавский специалист приступил к своим обязанностям с 1 июня. В июне тренерский штаб тираспольской команды покинул помощник главного тренера Виктор Михайлов, ушедший работать в Академию футбола «Шериф», а вместо тренера вратарей Анатолия Мигуль был назначен украинский специалист Тарас Гребенюк. В летнее трансферное окно состав «Шерифа» пополнили полузащитники Вячеслав Шарпар, Сейду Яхая, Михайло Цакич, Иван Црнов и Игор Югович, защитник Андрей Новиков, нападающий Игорь Пикущак и вратари Алексей Кошелев с Божидаром Митревым, из аренды в «Шериф» вернулись Андрей Макрицкий и Артём Пунтус, которого практически сразу отдали в аренду в «Милсами». Тогда же клуб покинули полузащитники Айтор Монрой и Леонель Олимпио, нападающие Максим Антонюк и Исмаил Иса, а также вратари Сергей Пащенко, Сергей Журик и Матиас Дегра. 25 июня «Шериф» одержал победу в Суперкубке Молдовы над оргеевским «Милсами», игра закончилась со счётом 3:1. В рамках первого квалификационного раунда Лиги Европы 2015/16 тираспольчане встречались с норвежским клубом «Одд», первый матч состоялся 2 июля в Тирасполе, хозяева крупно уступили «Одду» со счётом 0:3. Ответный поединок в городе Шиен закончился нулевой ничьей, по итогам двух встреч «Шериф» покинул турнир. В конце июля в команду перешёл ещё один нападающий — швейцарец Даниел Суботич. 4 августа клуб покинул Иван Црнов, проведя в «Шерифе» около месяца Иван успел сыграть всего в двух официальных матчах. 6 августа сайт команды сообщил о подписании контрактов с сербским центральным защитником Вуядином Савичем и полузащитником сборной Сьерра-Леоне Халифа Джабби. 5 октября с поста главного тренера по собственному желанию ушёл Лилиан Попеску, а 7 октября стало известно, что новым главным тренером стал хорватский специалист Зоран Вулич.
В зимнее трансферное окно 2016 года состав команды усилили защитник из Австралии Энтони Голец, молдавский защитник Константин Богдан, полузащитники Артур Патраш, Жо, Горан Галешич, Бруно Пелисари, а также хорватский нападающий Йосип Иванчич. В январе «Шериф» покинули сразу два лидера: Рикардиньо и Жуниньо Потигуар. Первый провёл за «жёлто-чёрных» 105 матчей, забил 43 мяча и сделал 19 голевых передач . Потигуар был игроком «Шерифа» два года, отыграл 65 матчей, забил 32 гола и оформил 11 голевых передач. Так же команду покинул полузащитник Игор Югович, у игрока закончился срок аренды. В марте по семейным причинам команду покинул Каду. В 1/2 финала Кубка Молдовы 2015/16 со счётом 1:2 тираспольчане проиграли бельцкой «Заре», гол в добавленное время за жёлто-чёрных забил Раду Гынсарь. По итогам 27 туров чемпионата «Шериф» и «Дачия» набрали по 65 очков, поделив между собой первое место в турнирной таблице. В данном случае, по регламенту проведения чемпионата Молдовы по футболу в 2015 году, прочие показатели выступления команд не учитывались — предусматривалось проведение дополнительного «Золотого матча». 29 мая в 20:00 на стадионе «Зимбру» впервые в истории Молдовы прошёл «Золотой матч», в котором номинальным хозяином был «Шериф», а гостем «Дачия». Итогом встречи стала победа тираспольчан со счётом 1:0, единственный гол забил Горан Галешич. Эта победа принесла четырнадцатый титул чемпиона страны в истории тираспольского клуба. Лучшим бомбардиром Национального Дивизиона стал Даниел Суботич, он сумел отличиться двенадцатью забитыми голами. 17 июня 2016 официально было объявлено, что по обоюдному согласию, команду покинул главный тренер Зоран Вулич. 20 июня 2016 года его место занял французский специалист Брюно Ирлес, для которого это стало дебютом в качестве главного тренера. В летнее трансферное окно состав «Шерифа» пополнили полузащитники Владислав Иванов, Зоран Кврзич, Йосип Брезовец, защитник Дино Шкворц и нападающий Рикардиньо. Тогда же клуб покинули защитники Константин Богдан, Андрей Новиков, Энтони Голец и полузащитник Артур Патраш. В гостевом матче второго квалификационного раунда Лиги чемпионов 2016/17 команда уступила израильскому «Хапоэлю» (Беэр-Шева) со счётом 2:3. Примечателен тот факт, что в ворота «Шерифа» испанский арбитр назначил 3 пенальти, один из них отбил вратарь команды, Божидар Митрев. В ответном поединке израильская команда играла от обороны, что дало свои плоды. Игра закончилась со счётом 0:0. «Шерифу» так и не удалось распечатать ворота «Хапоэля». По итогам двух матчей, со счётом 2:3 «Шериф» покинул Лигу чемпионов. 10 августа «Шериф» стал в седьмой раз обладателем Суперкубка Молдовы, со счётом 3:1 был обыгран бельцкий клуб «Заря». 23 сентября стало известно, что французский специалист Брюно Ирлес ушёл из клуба, расторгнув контракт по обоюдному согласию. Исполняющим обязанности главного тренера стал Виктор Михайлов. 4 октября было объявлено, что новым главным тренером команды назначен итальянец Роберто Бордин.

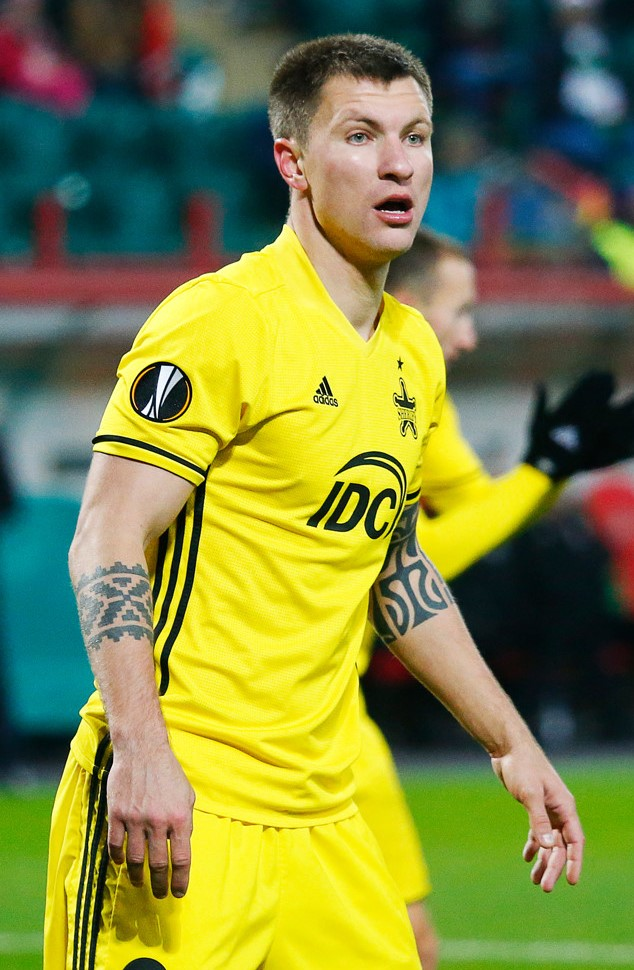
Вячеслав Посмак — лучший защитник сезона 2017 в Молдове

По итогам 33 туров чемпионата Молдовы сезона 2016/17 «Шериф» и «Дачия» второй год подряд набрали одинаковое количество очков, поделив между собой первое место в турнирной таблице. 25 мая 2017 года команда в девятый раз стала обладателем Кубка Молдовы, обыграв в финале со счётом 5:0 футбольный клуб «Заря». 30 мая тираспольский клуб в пятнадцатый раз оформил чемпионство, в серии пенальти «Золотого матча» была обыграна кишинёвская «Дачия». Таким образом, «Шериф» оформил «требл»: победил во всех турнирах, в которых участвовал — Суперкубок, Кубок Молдовы и чемпионат. Нападающий «Шерифа» Рикардиньо стал во второй раз лучшим бомбардиром чемпионата, по ходу сезона бразилец сумел отличиться 15 раз, он же стал и лучшим ассистентом Национального Дивизиона, на его счёту 14 голевых передач. В рамках второго квалификационного раунда Лиги чемпионов команда играла против албанского «Кукеси». Домашний матч завершился победой со счётом 1:0, единственный гол забил с пенальти Зиги Бадибанга, в ответном матче «Шериф» уступил со счётом 1:2, но прошёл в следующий этап за счёт гола забитого на выезде. На третьей стадии квалификации «жёлто-чёрным» в соперники достался азербайджанский «Карабах». Игра в Баку прошла без забитых мячей, домашний поединок «Шериф» проиграл со счётом 1:2. В раунде плей-офф Лиги Европы команда на выезде сыграла вничью 1:1 с польским клубом «Легия», домашняя встреча закончилась 0:0. По итогам двух встреч «Шериф» прошёл дальше в групповой этап Лиги Европы. «Шериф» попал в группу «F» вместе с московским «Локомотивом», датским «Копенгагеном» и чешским «Злином». В первом туре группового этапа Лиги Европы «Шериф» встретился с чешским «Злином» на выезде. Матч закончился со счётом 0:0. Второй тур прошёл дома с «Копенгагеном». Данная встреча так же завершилась нулевой ничьей . Третий тур прошёл так же дома с московским «Локомотивом». Данная встреча закончилось со счётом 1:1. Антон Миранчук открыл счёт на 17-й минуте и уже к 31-й минуте Зиги Бадибанга сравнял счёт благодаря системе видеофиксации голов. Ответный поединок в Москве закончился победой «Шерифа» со счётом 1:2. На 26-й минуте Джеферсон Фарфан ударом в ближний угол выводит «Локомотив» вперёд, на 41-й минуте Бадибанга сравнивает счёт с близкого расстояния и на 58-й минуте Йосип Брезовец приносит «Шерифу» победу классным ударом с лета. Эта встреча оказалось знаменательной по двум причинам: это была первая победа «Шерифа» на выезде в групповом этапе, это был 100-й матч «Шерифа» в еврокубках. Пятый тур прошёл дома против чешского «Злина». Итоговый счёт 1:0 установил на 11-й минуте Жайро да Силва. В 6-м туре «Шериф» на выезде встречался с «Копенгагеном». Встреча закончилась со счётом 2:0. По итогам группового этапа «Шериф» набрал рекордные 9 очков на групповом этапе и занял 3 строчку. «Копенгаген» так же набрал 9 очков, но благодаря победе в личных встречах именно датская команда вышла из группы. В переходном сезоне чемпионата Молдовы 2017 года команда в шестнадцатый раз завоевала золотые медали.
В межсезонье 2018 года команду пополнили: хорватский защитник Доминик Ковачич, нападающий из Сьера-Леоне Альхаджи Камара, молодой нападающий из Буркина-Фасо Абдул Гафар Сирима, нападающий сборной Люксмебурга Жерсон Родригес. Арендное соглашение было подписано с армянским полузащитником Арасом Озбилизом. Полноценный контракт после аренды подписали: хорватский голкипер Звонимир Микулич, белорусский полузащитник Юрий Кендыш и бразильский защитник Кристиано да Силва. Так же в команду вернулся голкипер Сергей Пащенко. 24 апреля 2018 года по семейным обстоятельствам команду покинул главный тренер Роберто Бордин, исполняющим обязанности главного тренера был назначен второй тренер Виктор Михайлов. В июне этого же года главным тренером стал хорватский специалист Горан Саблич. В июне, на правах аренды, команду пополнили сербский защитник Владимир Ковачевич, боснийский полузащитник Рифет Капич, хорватский полузащитник Антун Палич. Так же из аренды вернулся Жо Сантос. У Араса Озбилиза и Жайро да Силвы закончились арендные соглашения и игроки покинули расположения клуба. В рамках первого квалификационного раунда Лиги чемпионов команда играла против грузинского «Торпедо» из города Кутаиси. Игра в Грузии завершилась поражением «жёлто-чёрных» со счётом 2:1. 16 июля состоялся окончательный переход Виталия Дамашакана в итальянский «Торино». Ответная встреча против грузинов закончилась победой тираспольской команды со счётом 3:0. Уже на 9-й минуте Зиги Бадибанга открыл счёт в матче, Жо Сантос оформил дубль на 44-й и 55-й минуте. Во втором отборочном раунде Лиги чемпионов «Шериф» встречался с македонской «Шкендией». Первая игра прошла в Македонии, и закончилась минимальной победой хозяев со счётом 1:0. Ответный поединок в Тирасполе не выявил победителей и закончился со счётом 0:0. По итогам двух встреч «Шериф» попал в Лигу Европы. В третьем отборочном раунде турнира «Шериф» встречался с исландским «Валюром». Первая встреча проходила в Тирасполе и закончилась победой «Шерифа» со счётом 1:0. На 85-й минуте Зиги Бадибанга забил единственный гол в этой встрече. Ответная встреча в Рейкьявике закончилась победой хозяев со счётом 2:1. На 40-й минуте Сигурдссон открыл счёт в данной встрече. На 68-й минуте Зиги Бадибанга сравнял счёт точным дальним ударом. Концовка встречи прошла нервно: на 91-й минуте Халльдоурссон забил победный гол, а благодаря сейвам Сергея Пащенко в конце матча «Шериф» не пропустил третий гол. «Шериф» прошёл в раунд плей-офф, где в очередной раз попал на азербайджанский «Карабах». Первая игра прошла в Тирасполе и закончилась победой «жёлто-чёрных» со счётом 1:0, единственный гол на 8-й минуте забил Рифет Капич. Ответная встреча в Баку закончилась победой «Карабаха» со счётом 3:0. Таким образом «Шериф» вылетел из еврокубков.
В сезоне 2018 года команда за четыре тура до конца чемпионата завоевала золотые медали.
В зимнее межсезонье команду пополнили лучшие бомбардиры своих лиг Патрик Педерсен, Леандро Рибейро и украинский полузащитник Андрей Близниченко. Из румынского «ЧФР Клуж» в аренду был взять камерунский нападающий Роберт Ндип Тамбе. Из норвежского «Будё-Глимт» в аренду был взят испанский полузащитник Хосе Анхель Хурадо. Так же из английского «Кристалл Пэлас» был арендован польский центральный защитник Ярослав Ях. Так же контракты были подписаны с рядом молдавских игроков: вратарь Дмитрий Челядник, полузащитники Михаил Гечев и Максим Кожокару. Команду покинули ряд игроков: Жерсон Родригес, Жо Сантос, Альхаджи Камара, Зиги Бадибанга, Анте Кулушич, Петру Раку, Жереми де Нойер, Абдул Гафар Сирима и Рифет Капич.
10 марта 2019 года в серии послематчевых пенальти «Шериф» проиграл Суперкубок Молдовы оргеевскому «Милсами». Основное время закончилось со счётом 0:0, а в серии пенальти удачливыми были «орлы». 27 апреля главный тренер Горан Саблич подал в отставку из-за неудовлетворительных показателей команды. 30 апреля было объявлено о возвращении Зорана Зекича, который уже тренировал «Шериф» в сезоне 2014/2015. 22 мая команда в десятый раз в своей истории выиграла Кубок Молдовы. В первом квалификационном раунде Лиги чемпионов УЕФА 2019/2020 команда встречалась с грузинским клубом «Сабуртало», дома молдавский клуб проиграл по счётом 0:3, а на выезде выиграл 3:1. По сумме двух встреч дальше прошла грузинская команда. Во втором квалификационном раунде Лиги Европы «Шериф» встречался с албанским «Партизани». Выездная встреча закончилась победой «Шерифа» с минимальным счётом 0:1. Ответная игра завершилась со счётом 1:1. В третьем квалификационном раунде «Шериф» противостоял шведскому «АИК». Первая игра завершилась со счётом 1:2 в пользу шведов. Единственный гол «Шериф» забил с пенальти. Ответная встреча завершилась ничьей со счётом 1:1. Тем самым лишив «Шериф» еврокубков.
В летнее межсезонье команду пополнили ряд футболистов: защитники Матео Мужек, Матей Палчич, Андрей Лукич, Усман Н'Диайе, украинский опорник Артём Гордиенко, польский полузащитник Ариэль Борысюк, албанский полузащитник Лиридон Лятифи и хорватский нападающий Габриэль Бобан. Так же команду покинули: Евгений Оанча, Патрик Педерсен, Матео Сушич. Арендные соглашения закончились у Ярослава Яха, Хосе Анхеля Хурадо, Владимира Ковачевича.
По итогу сезона 2019 года команда оформила восемнадцатое чемпионство, а команду покинули ряд футболистов: Леандро Рибейро, Роберта Тамбе, Антун Палич, Георге Антон, Юрий Кендыш и Матео Мужек, Ариэль Борысюк, Артём Розгонюк, Артём Гордиенко,
В зимнее межсезонье команду пополнили: Петер Уилсон, Фейт Обилор, Бенедик Миоч, Андрей Петелеу, Анатоль Абанг, Себастьян Дальстрём, Алек Мудиму, Уилльям Парра Синистерра, Чарльз Петро, Франк Кастанеда, Макс Велозу.

### С 2020

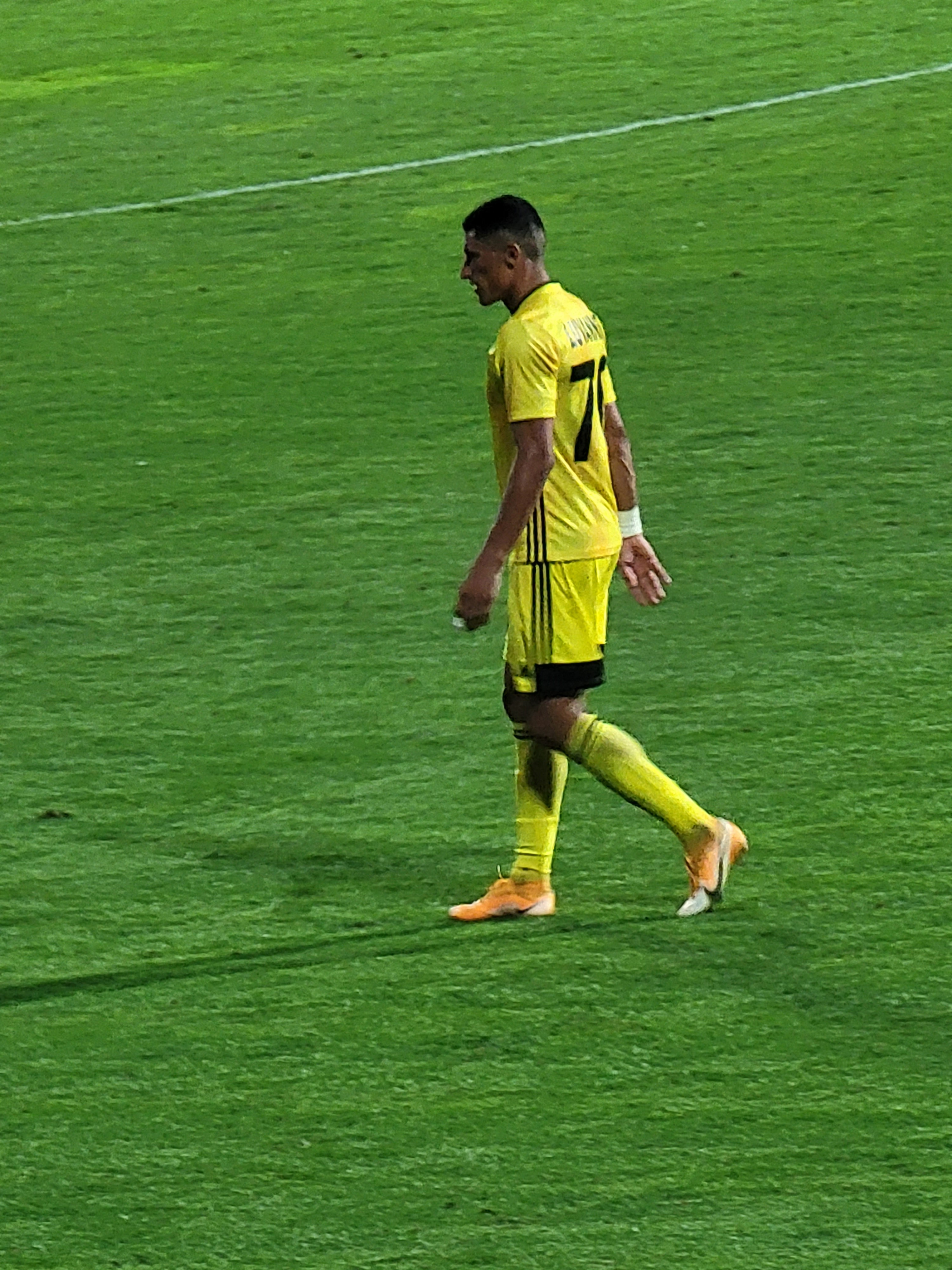
Луваннор в матче Лиги чемпионов 2021/22 против «Алашкерта»

24 января 2020 года завершил карьеру один из самых титулованных игроков НД и ветеран «Шерифа» Бенжамин Балима. Но игрок не закончил свой путь в «Шерифе», буркиниец вошёл в тренерский штаб, чтобы занять должность тренера-селекционера.

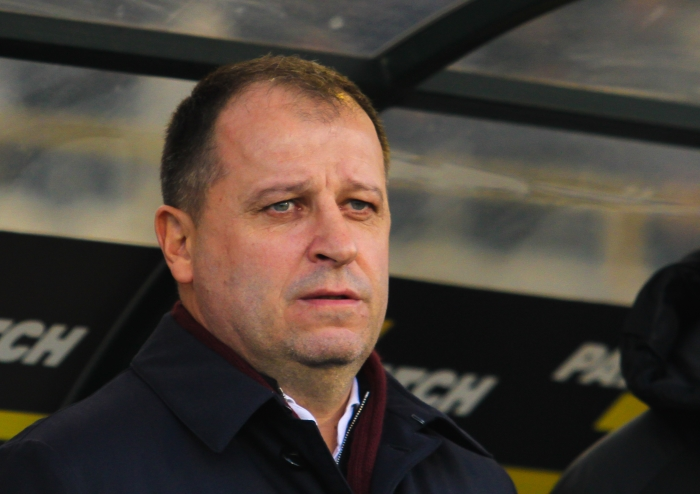
Юрий Вернидуб — главный тренер команды с 2020 года

Из-за пандемии коронавируса новый чемпионат Молдовы 2020 года не удалось начать в срок. Ограничения на проведение спортивных мероприятий продлились до июня 2020 года. Футбольной федерацией Молдовы было решено обратно перейти на систему проведения чемпионата осень-весна. А Кубок Молдовы 2019/20 был доигран в кратчайшие сроки, где в полуфинале «Шериф» уступил «Петрокубу» с общим счётом 2:2. Причём первый матч полуфинала был прерван из-за сильного дождя и был доигран в другой день и закончился со счётом 1:0 в пользу «Петрокуба». Ответный матч завершился победой «Шерифа» со счётом 2:1, но благодаря голу на выезде «Петрокуб» прошёл в финал турнира.
Лига чемпионов 2020/21 также претерпела изменение из-за пандемии. Матчи квалификационных раундов, за исключением раунда плей-офф, состояли из одного матча. В первом раунде отборочного раунда Лиги чемпионов «Шериф» встречался с люксембургской «Фолой». Матч закончился со счётом 2:0 в пользу «Шерифа». Во втором раунде «Шериф» в очередной раз столкнулся с азербайджанским «Карабахом». Встреча завершилась со счётом 2:1 в пользу агдамского клуба. В Лиге Европы 2020/21 «Шерифу» попался ирландский «Дандолк». Встреча завершилась со счётом 1:1. В послематчевой серии пенальти сильнее оказались футболисты из Ирландии.
В сентябре команду покинули Анатоль Абанг и Габриэль Бобан. 21 октября 2020 года стало известно, что по обоюдному соглашению сторон из клуба ушёл главный тренер Зоран Зекич, а исполняющим обязанности главного тренера назначен Виктор Михайлов. 18 декабря 2020 года команду возглавил украинский тренер Юрий Вернидуб.
В зимний перерыв команда значительно обновилась. Клуб покинули: Звонимир Микулич, Алек Мудиму, Андрей Петелеу, Усман Н’Диайе, Петер Уилсон, Фейт Обилор, Макс Велозу, Андрей Лукич, Уильям Синистерра. Клуб пополнили: вратарь Душан Маркович, защитники Густаво Дуланто, Степан Раделич, Фернандо Костанца, полузащитники Себастьян Тилль, Мусса Киабу, Петер Банда, нападающие Ловро Бизяк, Надри Даго, Адама Траоре.

#### Выход в Лигу чемпионов
Сезон Лиги чемпионов 2021/2022 «Шериф» начал с первого квалификационного раунда, где обыграл албанскую «Теуту» 4:0, 1:0. Во втором квалификационном раунде «Шериф» прошёл армянский «Алашкерт» 1:0, 4:1. В третьем квалификационном раунде «Шериф» обыграл сербскую «Црвену звезду» 1:1, 1:0. В раунде плей-офф «Шериф» прошёл «Динамо» Загреб 3:0, 0:0, что позволило «Шерифу» впервые в истории клуба и молдавского футбола выйти в групповой этап Лиги чемпионов.
15 сентября 2021 года команда победила донецкий «Шахтёр» 2:0, гол Адама Траоре был признан лучшим голом первого тура Лиги чемпионов. 28 сентября команда в выездном матче 2-го тура сенсационно обыграла мадридский «Реал» 2:1. В декабре 2021 года команда занимала 36 место в рейтинге клубов УЕФА. В июне 2022 года Юрий Вернидуб покинул пост тренера «Ос»[уточнить], а его место занял хорватский специалист Степан Томас.
По итогам сезона «Шериф» взял очередное чемпионство, что позволило начать еврокубковую кампанию сезона 2022/23 с первого раунда Лиги чемпионов, где «Шериф» встречался с боснийским «Зриньски». Первый матч на выезде завершился нулевой ничьей. Ответная игра в Тирасполе завершилась победой «Шерифа» со счётом 1:0.
25 октября 2022 года, после проигрыша «Петрокубу», Степан Томас ушёл в отставку. В январе 2023 года на пост главного тренера вернулся итальянский специалист Роберто Бордин.
По итогам сезона 2022/23 «Шериф» выиграл очередное чемпионство, что позволило начать новую европейскую кампанию с первого квалификационного раунда Лиги чемпионов, где «Шериф» встречался с румынским «Фарулом». Первый матч закончился поражением «Шерифа» со счётом 1:0. Ответная игра закончилась победой 3:0. В следующем раунде «Шериф» встречался с израильским «Маккаби Хайфа». Первая игра закончилась победой «Шерифа» со счётом 1:0. Единственный гол в встрече забил Амин Талал. Ответная встреча в Израиле закончилась разгромом «Шерифа» со счётом 4:1. В третьем раунде Лиги Европы «Шериф» встречался с белорусским БАТЭ. Первый матч закончился разгромом белорусского клуба со счётом 5:1. Ответная игра завершилась вничью со счётом 2:2.
В мае 2024 года Юрий Гура стал новым главным тренером клуба. В августе покинул клуб. Главным тренером стал хорват Мислав Кароглан
По итогам сезона 2024/25 команда заняла второе место и 24 мая в тринадцатый раз выиграла Кубок Молдовы.

## Символика клуба
| 1997—2005 · домашняя | 1997—2005 · гостевая | 2006—2008 · домашняя | 2006—2008 · гостевая | 2009 · домашняя | 2009 · гостевая |

|  | 2010 · домашняя | 2010 · гостевая | 2011 · домашняя | 2011 · гостевая | 2012 · домашняя | 2012 · гостевая |

|  | 2013—2015 · домашняя |  | 2013—2015 · гостевая |  | 2013—2014 · резервная · | 2015—2016 · домашняя |  | 2015—2017 · гостевая |  | 2016—2017 · домашняя |

|  | 2017—2018 · домашняя | 2017—2018 · гостевая | 2018—н. в. · домашняя | 2018—н. в. · гостевая |

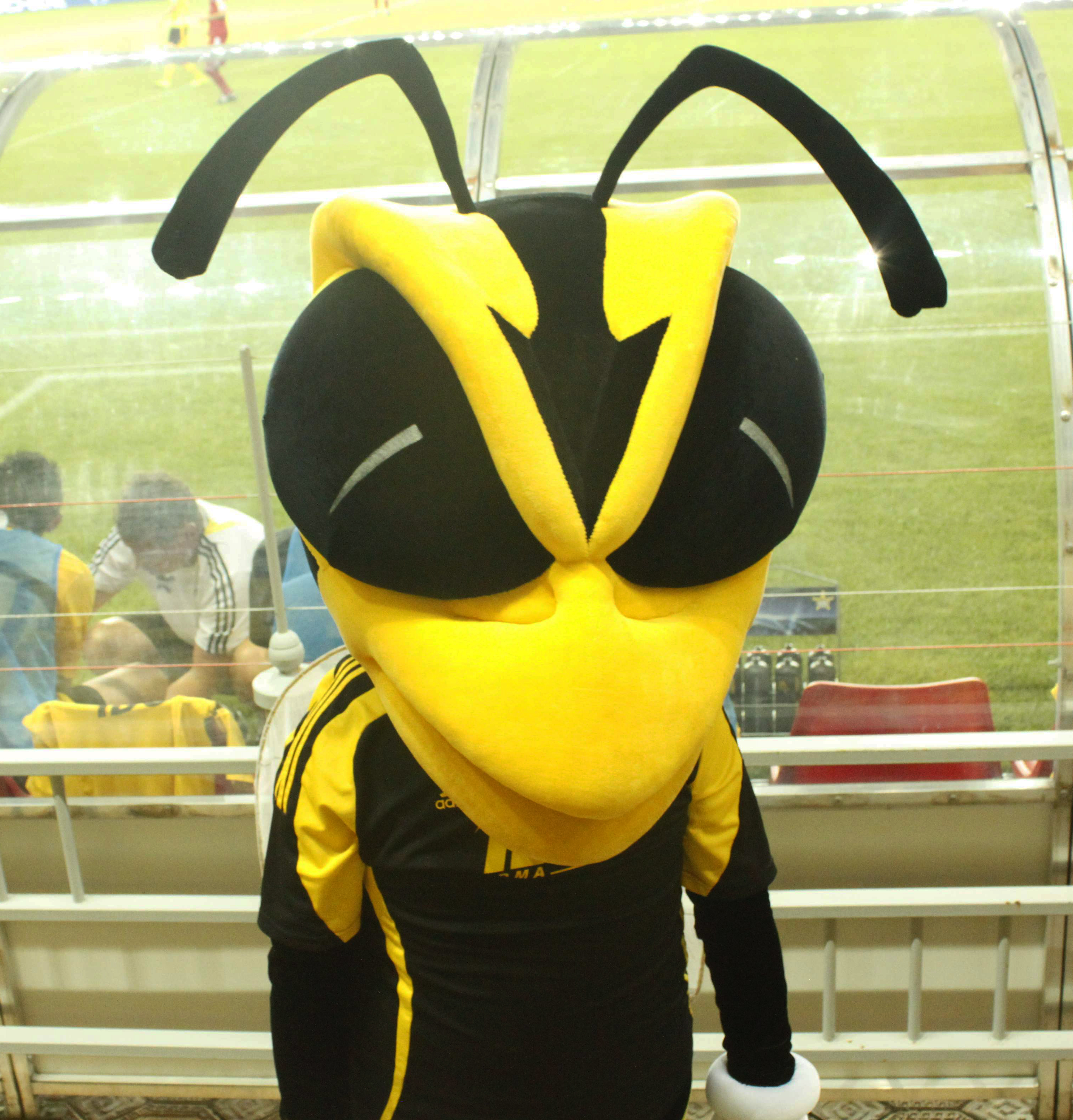
Талисман клуба — оса

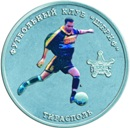
Монета из серии «Спорт Приднестровья»

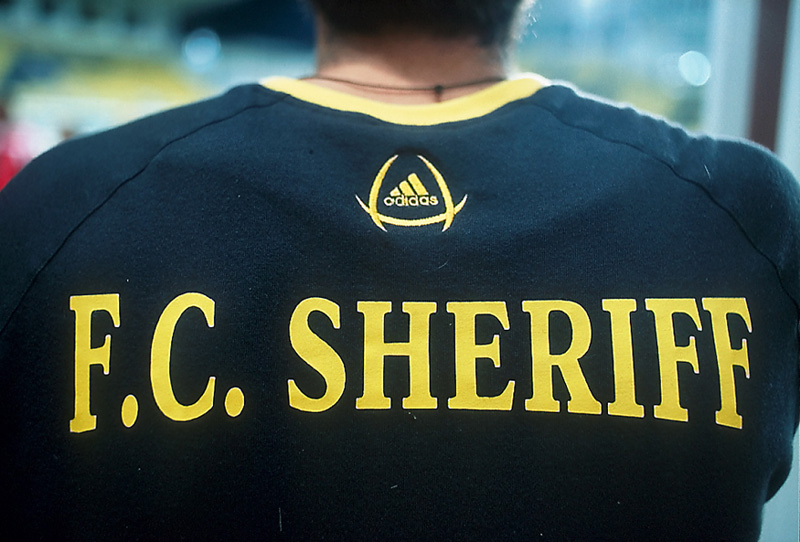
Атрибутика команды

Традиционные цвета «Шерифа» — жёлтый и чёрный, классическая раскраска формы представляет собой жёлтые футболки, чёрные трусы и жёлтые гетры, начиная с сезона 2012/13 команда стала использовать и жёлтые трусы в домашнем комплекте. Для выездной формы используются чёрные цвета с жёлтыми вставками. Техническим спонсором всех форм команды является «Adidas», а титульным — приднестровская телекоммуникационная компания «Интерднестрком». На данный момент домашняя форма «Шерифа» представляет собой жёлтые футболки с чёрным узором. Упрощённый логотип клуба — чёрная звезда с надписью «Sheriff», располагается на левой стороне футболки, а логотип «Adidas» чёрного цвета — на правой стороне; по центру футболки находится логотип компании «Интерднестрком» — надпись «IDC». Эта футболка идёт в комплекте с шортами и гетрами жёлтого цвета.
Эмблема клуба «Шериф» несколько раз менялась, но основная форма остаётся неизменной — шерифовская звезда. В 2010 году, после завоевания десятого чемпионства, эмблему украсила специальная чемпионская звёздочка, символизирующая это достижение тираспольского клуба. В мае этого же года у команды появился талисман — «Оса». Изначально было три основных варианта — тигр, шериф и оса, критериями при выборе стал жёлто-чёрный окрас насекомого, который соответствует клубным цветам «Шерифа», а также смысловая нагрузка — «ужалить как оса». Спустя время в прессе команду стали называть «тираспольские осы» или просто «осы». Во время официальных игр человек, одетый в костюм осы, поддерживает команду и подбадривает болельщиков, а также фотографируется с любым желающим.
Девизом клуба служит латинское изречение «Ubi concordia — ibi victoria», что обозначает «Где согласие — там победа».
В 2003 году Приднестровским Республиканским Банком была введена в обращение памятная монета из серии «Спорт Приднестровья» — Футбольный клуб «Шериф», выпуск которой был приурочен к победе команды в Кубке чемпионов Содружества. Монета изготовлена из серебра 925 пробы, выпущена тиражом в 500 штук. По центру реверса монеты в форме «Шерифа» изображён капитан команды того времени Важа Тархнишвили, наносящий удар по мячу, правее изображена эмблема клуба.
4 апреля 2023 года состоялось спец гашение почтовых марок и конвертов первого дня, посвящённых 26-летию футбольного клуба «Шериф».

## Основной состав
| 1  | Флаг Молдовы  | Вр  | Виктор Стрэистарь  | 1999 |  |  |  |  |  |
| 21 | Флаг Болгарии | Вр  | Иван Дюлгеров      | 1999 |  |  |  |  |  |
| 25 | Флаг Молдовы  | Вр  | Сергей Обыскалов   | 2006 |  |  |  |  |  |
| 28 | Флаг Словении | Вр  | Эмиль Велич        | 1995 |  |  |  |  |  |
|    |               |     |                    |      |  |  |  |  |  |
| 2  | Флаг Бразилии | Защ | Атила              | 2002 |  |  |  |  |  |
| 3  | Флаг Ганы     | Защ | Нана Кваме Боаки   | 2005 |  |  |  |  |  |
| 4  | Флаг Либерии  | Защ | Натус Джамель Свен | 2004 |  |  |  |  |  |
| 6  | Флаг Бразилии | Защ | Раи                | 2000 |  |  |  |  |  |
| 24 | Флаг Молдовы  | Защ | Данила Форов       | 2004 |  |  |  |  |  |
| 29 | Флаг Мали     | Защ | Сумаила Магассуба  | 2004 |  |  |  |  |  |
| 44 | Флаг Албании  | Защ | Алесио Мийа        | 2001 |  |  |  |  |  |
|    |               |     |                    |      |  |  |  |  |  |
| 7  | Флаг Бразилии | ПЗ  | Фернандо Нето      | 2003 |  |  |  |  |  |
| 8  | Флаг Гвинеи   | ПЗ  | Ибраима Сума       | 2003 |  |  |  |  |  |
| 10 | Флаг Армении  | ПЗ  | Артур Серобян      | 2003 |  |  |  |  |  |

| 17 | Флаг Колумбии     | ПЗ  | Йохан Родальлега | 2005 |  |  |  |  |  |
| 18 | Флаг Мали         | ПЗ  | Даба Диаките     | 2004 |  |  |  |  |  |
| 33 | Флаг Молдовы      | ПЗ  | Михаил Коротков  | 2008 |  |  |  |  |  |
| 69 | Флаг Нигерии      | ПЗ  | Питер Адемо      | 2003 |  |  |  |  |  |
|    |                   |     |                  |      |  |  |  |  |  |
| 9  | Флаг Албании      | Нап | Амарилдо Джони   | 1999 |  |  |  |  |  |
| 11 | Флаг Буркина-Фасо | Нап | Сириль Байала    | 1996 |  |  |  |  |  |
| 12 | Флаг Нигерии      | Нап | Элайджа Одеде    | 2007 |  |  |  |  |  |
| 15 | Флаг Мали         | Нап | Абдулай Диарра   | 2006 |  |  |  |  |  |
| 22 | Флаг Камеруна     | Нап | Молло Бессала    | 2003 |  |  |  |  |  |
| 27 | Флаг Молдовы      | Нап | Вячеслав Козма   | 2005 |  |  |  |  |  |
| 42 | Флаг Кот-д’Ивуара | Нап | Конан Луку       | 2005 |  |  |  |  |  |
| 70 | Флаг Бразилии     | Нап | Луис Фелипе      | 2001 |  |  |  |  |  |
| 77 | Флаг Мали         | Нап | Мамади Диарра    | 2000 |  |  |  |  |  |
| 90 | Флаг Мавритании   | Нап | Папа Ндьяга Яде  | 2000 |  |  |  |  |  |

## Стадион

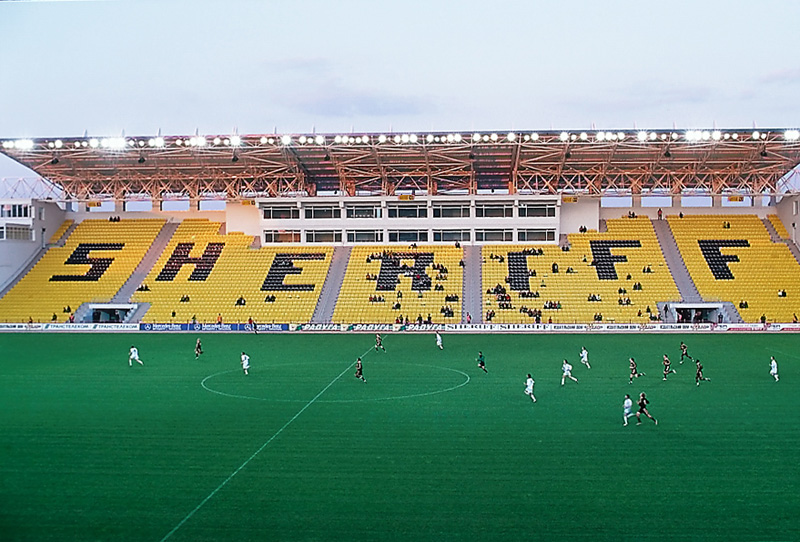
Главная арена спортивного комплекса «Шериф»

С момента своего основания команда проводила домашние матчи на Городском стадионе города Тирасполь, построенном ещё при СССР. 1 августа 2000 года на западе столицы Приднестровья началось строительство спортивного комплекса «Шериф», который по планам руководства фирмы должен был стать базой для развития профессионального футбола в регионе. Спустя два года, в июне 2002 года, была введена в эксплуатацию главная арена.
В состав комплекса входят главная арена, малая спортивная арена, крытый футбольный манеж, восемь тренировочных полей и пятидесятиметровый плавательный бассейн. Территория спортивного комплекса занимает площадь более 65 гектаров.

### Главная арена
Главная арена — футбольный стадион, рассчитанный на 12 746 сидячих зрительских мест. Все трибуны оснащены навесами, защищающими зрителей от непогоды, установлены индивидуальные металлические откидные сиденья. Игровое поле размером 120 х 80 метров выполнено из натурального травяного газона, оно имеет дренажную систему, автоматическую систему полива, а также оборудовано системой подогрева поля. Стадион оборудован телевизионной системой, позволяющей вести прямую трансляцию матчей, видеотаблом общей площадью 48 м². Освещение игрового поля осуществляется с навесов западной и восточной трибун и работает в четырёх режимах: 200, 400, 800 и 1600 люкс. В случае отключения основного источника электроэнергии, энергосистема стадиона автоматически переходит на резервное питание, а при необходимости и на имеющийся автономный режим. Арена оборудована современной звуковой аппаратурой от немецкой фирмы «Electro-Voice». Раздевалки команд оснащены в соответствии с рекомендациями УЕФА, для команд имеются крытые разминочные залы, расположенные рядом с раздевалками.
В 2011 году УЕФА выдвинула обновлённые правила для инфраструктуры стадионов, в связи с этим главная арена спорткомплекса «Шериф» подверглась реконструкции. Была произведена полная замена газона, реконструкция трибун, с оборудованием сектора для людей с ограниченными возможностями, улучшена дренажная система, добавлены новые места для запасных игроков и тренерского штаба команд, а также обновлён тоннель для выхода игроков на поле из подтрибунных помещений.

### Малая арена
Малая спортивная арена — второй по величине стадион спорткомплекса, рассчитанный на 8 914 зрителей. Помимо футбольного поля размерами 105 х 68 метров на стадионе оборудовано шесть беговых дорожек. Малая арена была введена в эксплуатацию в сентябре 2002 года. Футбольное поле имеет автоматизированную систему полива и оборудовано подземной системой подогрева газона. Освещение арены осуществляется с 50 метровых матч и работает в четырёх режимах: 400, 800, 1200 и 1600 люкс. Как и на Главной арене тут установлена звуковая аппаратура фирмы «Electro-Voice» и видеотабло площадью 48 м², которое установлено над южной трибуной. В 2011 году были произведены работы по полной замене газона на натуральное покрытие, улучшена система подогрева и дренажа поля, добавлены новые комментаторские кабины и рабочие комнаты для сотрудников УЕФА.

### Крытая арена
Крытая арена — полностью крытый отапливаемый манеж вместимостью 3 570 сидячих зрительских мест, который позволяет проводить футбольные матчи в осенне-зимний период. Арена эксплуатируется со второй половины 2004 года. Строение крытой арены высотой 37 метров оборудовано системами обеспечения, аналогичными тем, которые установлены на главной и малой арене спорткомплекса «Шериф». Игровое поле размером 105 х 68 метров имеет газон с искусственным покрытием четвёртого поколения фирмы «FieldTurf», на южной трибуне стадиона установлено полноцветное видеотабло общей площадью 40 м². В южной части стадиона расположен жилой комплекс для футболистов и тренерского состава клуба. Он включает в себя четырёхзвёздочные номера, тренажёрный и разминочный спортивные залы, где могут проводиться тренировки спортсменов при плохой погоде, массажные комнаты, игровая и компьютерная комнаты, душевые и сауна с малым бассейном. В северной части манежа находится большой игровой зал, для проведения соревнований по мини-футболу, волейболу, баскетболу, гандболу и другим видам спорта. Зал рассчитан на 860 сидячих зрительских мест, оборудован электронным видеотабло, оснащён раздевалками, позволяющими принять одновременно 8 игровых команд.

## Болельщики

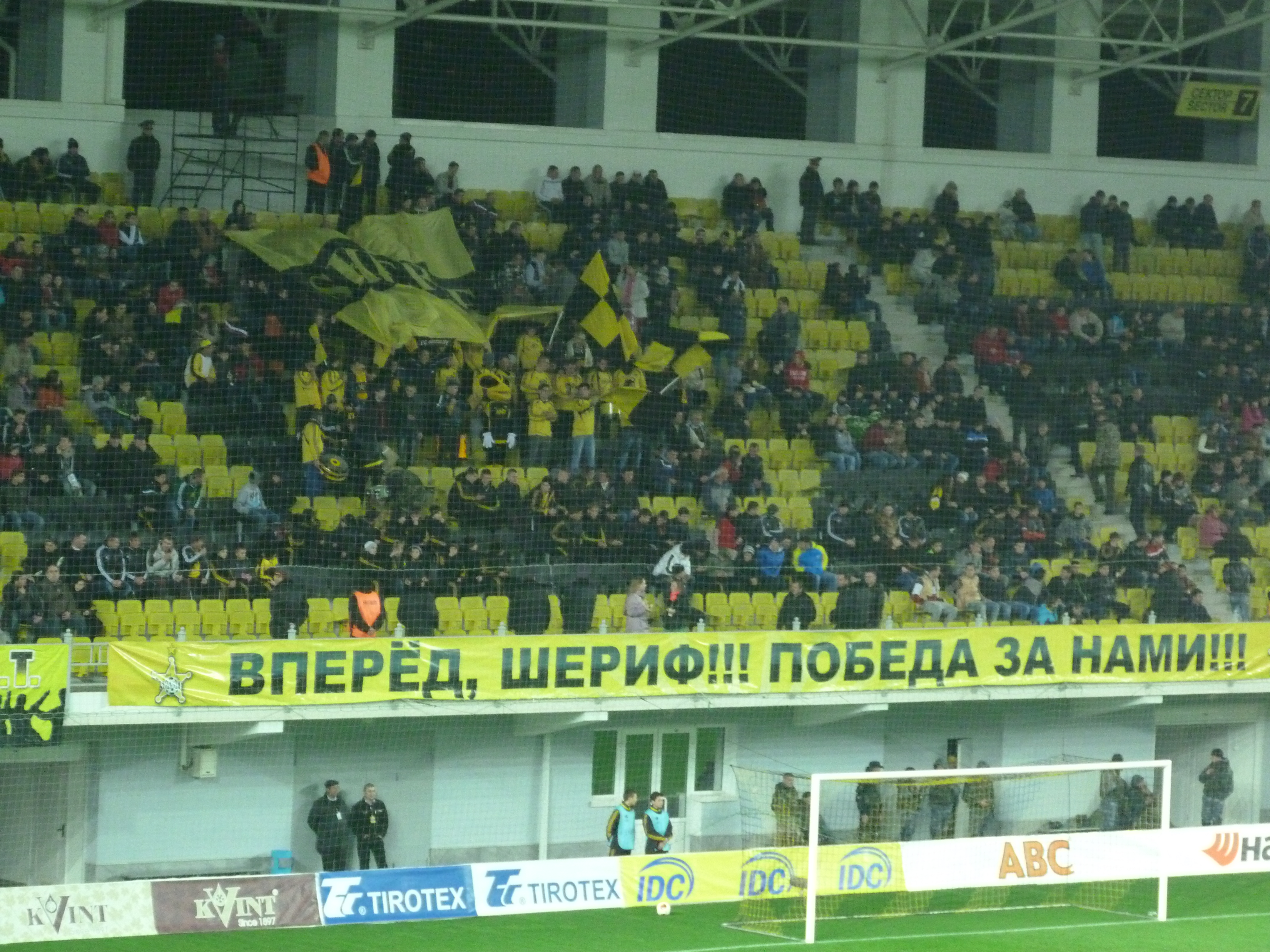
Болельщики «Шерифа» в Тирасполе перед матчем с «Тоттенхэмом»

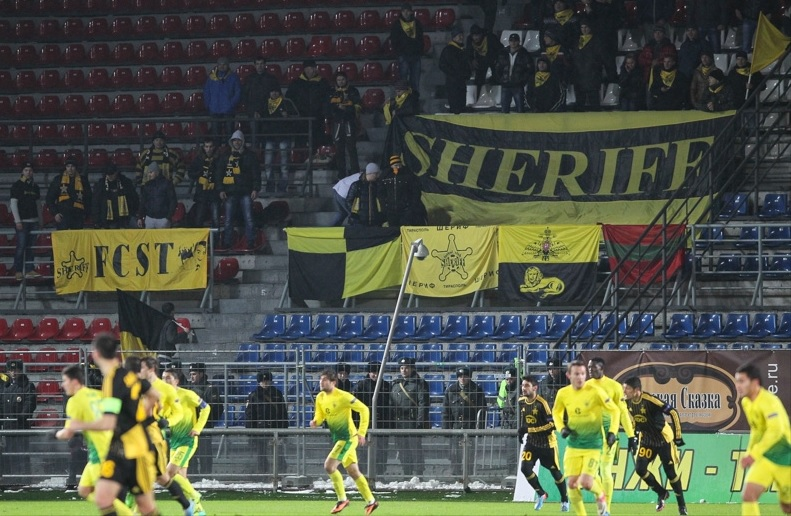
Фанаты команды на вызде в Раменском на матче Лиги Европы против «Анжи»

Весной 1998 года на добровольной основе по инициативе молодых людей образовался фан-клуб «Шерифа», создание которого поддержала администрация футбольного клуба, фанатское движение имело неофициальный характер, в основном фанатами были студенты Приднестровского государственного университета. За историю существования клуба болельщики объездили все крупнейшие города Молдовы, также выезжали в города ближнего зарубежья. В ноябре 2013 года на игру в Раменское против «Анжи» отправились более ста фанатов клуба. Регулярно происходят стычки между фанатами «Шерифа» и болельщиками клубов «Тирасполь» и «Зимбру», которые иногда заканчивались попаданием в милицию и штрафами. Датой образования официального фан-клуба команды считается 2 мая 2010 года, его основу составляет молодёжь 17-20 лет, но есть и люди старшего поколения. Деятельность фан-клуба идёт в тесном сотрудничестве с руководством клуба: проводятся открытые тренировки и просто встречи игроков и руководства команды с болельщиками, на которых поднимаются всевозможные вопросы и обсуждаются планы. 16 марта 2014 года в клуб провёл открытый турнир по компьютерной игре FIFA 14, в котором приняло участие 24 болельщика и четыре футболиста «Шерифа»: Рикардиньо, Джуллиам, Мелли и Эрнандес.
Посещаемость матчей чемпионата Молдовы в Тирасполе достаточно низкая, в сезоне 2013/14 на конец 6 тура средняя посещаемость домашних игр «Шерифа» составила 850 зрителей, это третий результат после «Зимбру» и «Олимпии». Руководство команды пытается исправить ситуацию, в начале 2013 года проводилась акция «Жёлто-чёрное — девушкам к лицу», по условиям которой предоставлялся бесплатный вход девушкам при наличии клубной атрибутики, также на некоторые матчи руководство команды предоставляет бесплатный вход на фанатский сектор и бесплатный транспорт из соседних населённых пунктов.

## Резервисты и Академия

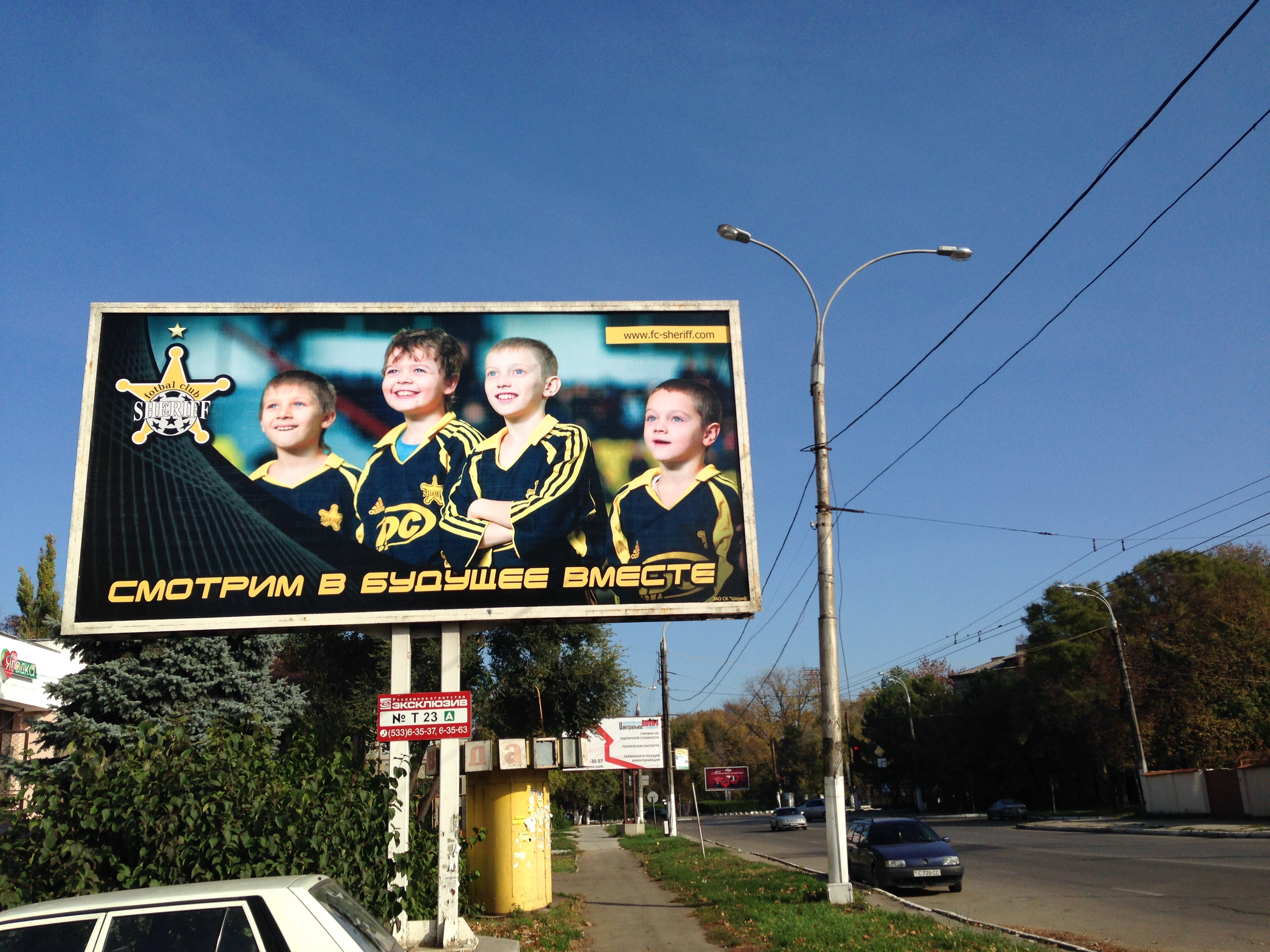
Реклама Академии в Тирасполе

16 августа 2003 года была основана Академия футбола «Шериф», она располагается на территории спортивного комплекса «Шериф». В настоящее время в ней учатся 500 детей в возрасте от 7 до 17 лет. Академия делится на два подразделения: юношеская (U8-U12) и профессиональная (U13-U18). Одним из приоритетных направлений в работе Академии является создание условий для получения полноценного среднего образования учащимися, с этой целью на базе общеобразовательных школ и лицеев Тирасполя создаются специализированные классы профессиональной Академии, где администрация школ согласовывает расписание тренировок с расписанием школьных занятий. Академия футбола «Шериф» проводит ряд международных юношеских турниров на спорткомплексе «Шериф»: «Весенний Тирасполь», «Летний Кубок Шериф», «Приднестровская осень», «Кубок Шериф», в которых принимают участие команды школ ближнего зарубежья. В чемпионатах Молдовы команды Академии являются победителями и призёрами в различных возрастных группах.
Воспитанниками академии являются Станислав Намашко, Александр Суворов, Андрей Корнеенков, Сергей Пащенко, Степан Сикач, Дмитрий Стажила, Сергей Георгиев и другие. В ноябре 2013 года целый ряд воспитанников Академии получили вызов в сборную Молдовы до 19 лет для выступления в отборочном цикле чемпионата Европы 2013/14, в состав юношеской сборной попали Вадим Паирель, Валентин Бырдан, Валерий Макрицкий, Павел Галак и Андрей Макрицкий.
Резервная команда «Шериф-2» выступает в Дивизионе «A», второй по силе лиге молдавского чемпионата. Вследствие того, что по правилам молдавской лиги резервные команды не могут играть в одной лиге с основной командой «Шериф» никогда не поднимался в Национальный Дивизион. В сезонах 1999/00, 2000/01, 2007/08, 2011/12, 2014/15 клуб становился победителем дивизиона. Команда «Шериф-2» в основном состоит из выпускников Академии футбола.

## Официальные лица клуба

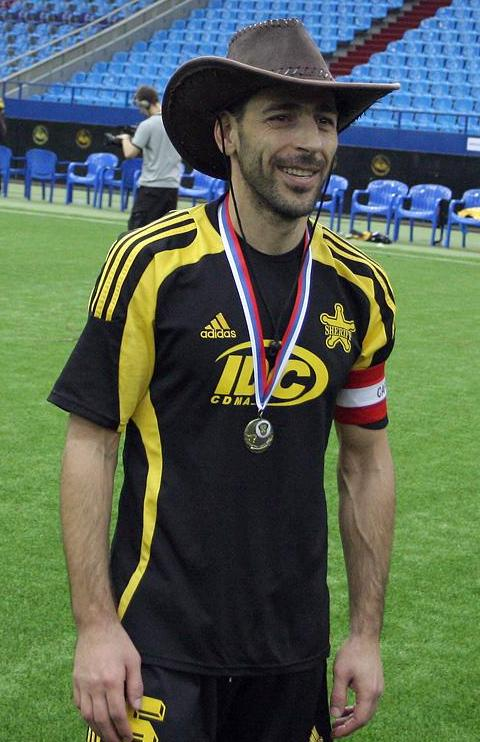
Важа Тархнишвили — капитан команды (1999—2012), в настоящее время генеральный директор клуба

Согласно официальному сайту. Обновлено 14 января 2015 года

### Руководство клуба
- Президент: Виктор Гушан
- Директор: Сергей Пащенко
- Главный тренер Академии футбола «Шериф»: Андрей Радиола
- Директор спорткомплекса «Шериф»: Пётр Лялюк

### Администрация клуба
- Менеджер: Валерий Гурдуза
- Начальник команды: Олег Цуркану[464]
- Главный бухгалтер: Нелли Мельник
- Специалист по международным связям: 2Сергей Кошевой
- Администратор команды: Владимир Мунтян

## Тренерский и медицинский штаб
Согласно официальному сайту. Обновлено 27 октября 2022 года.
- И.О. главного тренера: Виктор Михайлов
- Помощник главного тренера: Вилфред Бенджамин Балима

## Главные тренеры

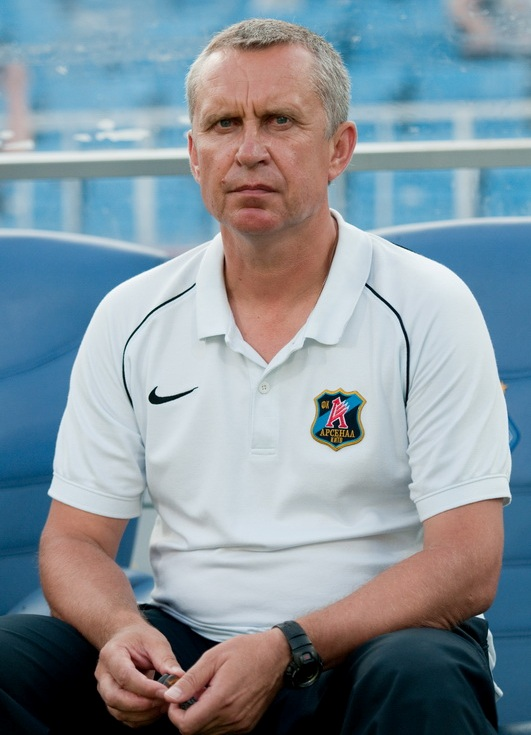
Леонид Кучук — главный тренер команды в течение шести лет (2004—2010)

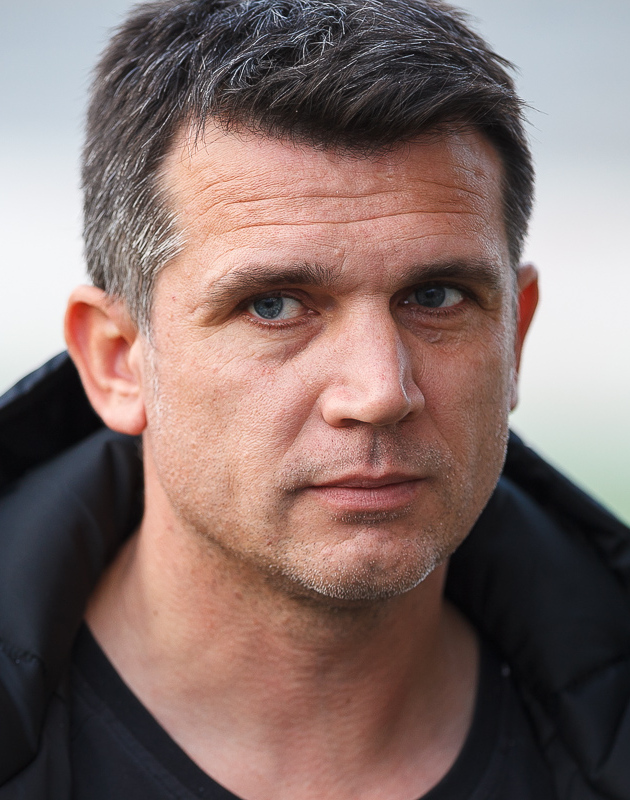
Зоран Зекич

| Тренер                   | Гражданство | Начало | Конец |
| ------------------------ | ----------- | ------ | ----- |
| Ахмед Алескеров          | Украина     | 1997   | 1998  |
| Сергей Боровский         | Беларусь    | 1998   | 1999  |
| Иван Данильянц           | Австрия     | 2000   | 2000  |
| Владимир Земляной        | Украина     | 2000   | 2001  |
| Валерий Васильев         | Украина     | 2001   | 2001  |
| Александр Голоколосов    | Украина     | 2001   | 2002  |
| Михай Стойкицэ           | Румыния     | 2002   | 2002  |
| Гаврил Балинт            | Румыния     | 2002   | 2003  |
| Игорь Наконечный         | Украина     | 2003   | 2004  |
| Леонид Кучук             | Беларусь    | 2004   | 2010  |
| Андрей Сосницкий         | Беларусь    | 2010   | 2011  |
| Виталий Рашкевич         | Беларусь    | 2011   | 2012  |
| Милан Миланович          | Сербия      | 2012   | 2012  |
| Виталий Рашкевич (и. о.) | Беларусь    | 2012   | 2012  |
| Михай Стойкицэ           | Румыния     | 2012   | 2013  |
| Виталий Рашкевич         | Беларусь    | 2013   | 2013  |
| Вячеслав Руснак          | Молдова     | 2013   | 2014  |
| Зоран Зекич              | Хорватия    | 2014   | 2015  |
| Лилиан Попеску           | Молдова     | 2015   | 2015  |
| Зоран Вулич              | Хорватия    | 2015   | 2016  |
| Брюно Ирлес              | Франция     | 2016   | 2016  |
| Виктор Михайлов (и. о.)  | Молдова     | 2016   | 2016  |
| Роберто Бордин           | Италия      | 2016   | 2018  |
| Виктор Михайлов (и. о.)  | Молдова     | 2018   | 2018  |
| Горан Саблич             | Хорватия    | 2018   | 2019  |
| Зоран Зекич              | Хорватия    | 2019   | 2020  |
| Виктор Михайлов (и. о.)  | Молдова     | 2020   | 2020  |
| Юрий Вернидуб            | Украина     | 2020   | 2022  |
| Степан Томас             | Хорватия    | 2022   | 2022  |
| Виктор Михайлов (и. о.)  | Молдова     | 2022   | 2022  |
| Роберто Бордин           | Италия      | 2023   | 2023  |
| Виктор Михайлов (и. о.)  | Молдова     | 2023   | 2023  |
| Роман Пилипчук           | Украина     | 2023   | 2024  |
| Виктор Михайлов (и. о.)  | Молдова     | 2024   | 2024  |
| Юрий Гура                | Украина     | 2024   | 2024  |
| Мислав Кароглан          | Хорватия    | 2024   | н.в.  |

## Достижения

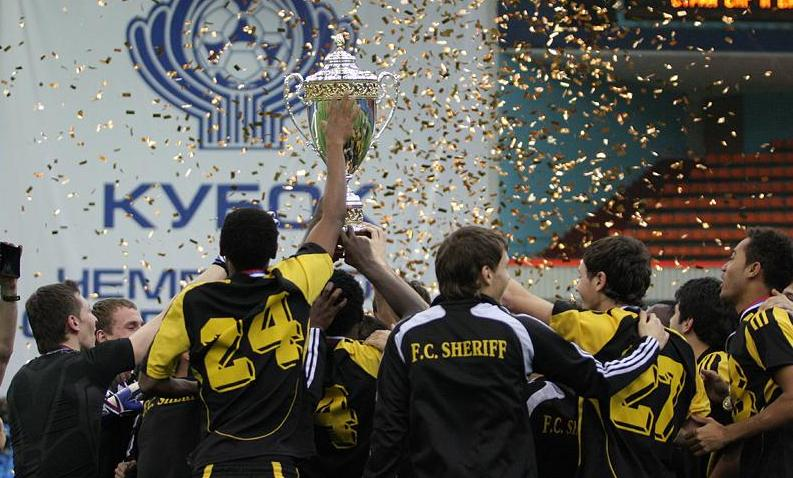
Победа в Кубке Содружества 2009

Клубу «Шериф» принадлежат рекорды по количеству побед в чемпионате Молдовы (21 титул), Кубке Молдовы (13 побед) и в Суперкубке страны (7 титулов). Клуб одиннадцать раз в своей истории выигрывал «дубль» (победы в чемпионате и кубке в течение одного сезона). Кроме того, «Шериф» является единственной молдавской командой, выигравшей Кубок Содружества (2 победы) и участвовавшей в групповой стадии Лиги чемпионов и Лиги Европы.
В сезоне 2006/07 клуб стал лауреатом приза Don Balón за то, что не проиграл ни одного матча за весь сезон. В 2003, 2004, 2005, 2007, 2014 и 2015 годах «Шериф» получил награду Fair Play от Федерации футбола Молдовы. После второй победы в Кубке Содружества в 2009 году футболисты, тренерский штаб и администрация клуба были отмечены государственными наградами Приднестровской Молдавской Республики «За отличие в труде». По итогам 2013 года футбольный клуб «Шериф» был признан лучшей командой года в Приднестровье, а в рейтинге Международной федерации футбольной истории и статистики занял 99 место. В апреле 2014 года в этом же рейтинге команда заняла 84-е место, а в мае уже 75-е.
«Шериф» занял 68-е место в историческом рейтинге клубов в Кубке чемпионов и Лиге чемпионов УЕФА.
По итогам сезона 2021 года футболисты, тренерский штаб и администрация клуба были отмечены разными государственными наградами Приднестровской Молдавской Республики, а сам клуб награждён орденом Почёта.

### Командные
Чемпионат Молдовы

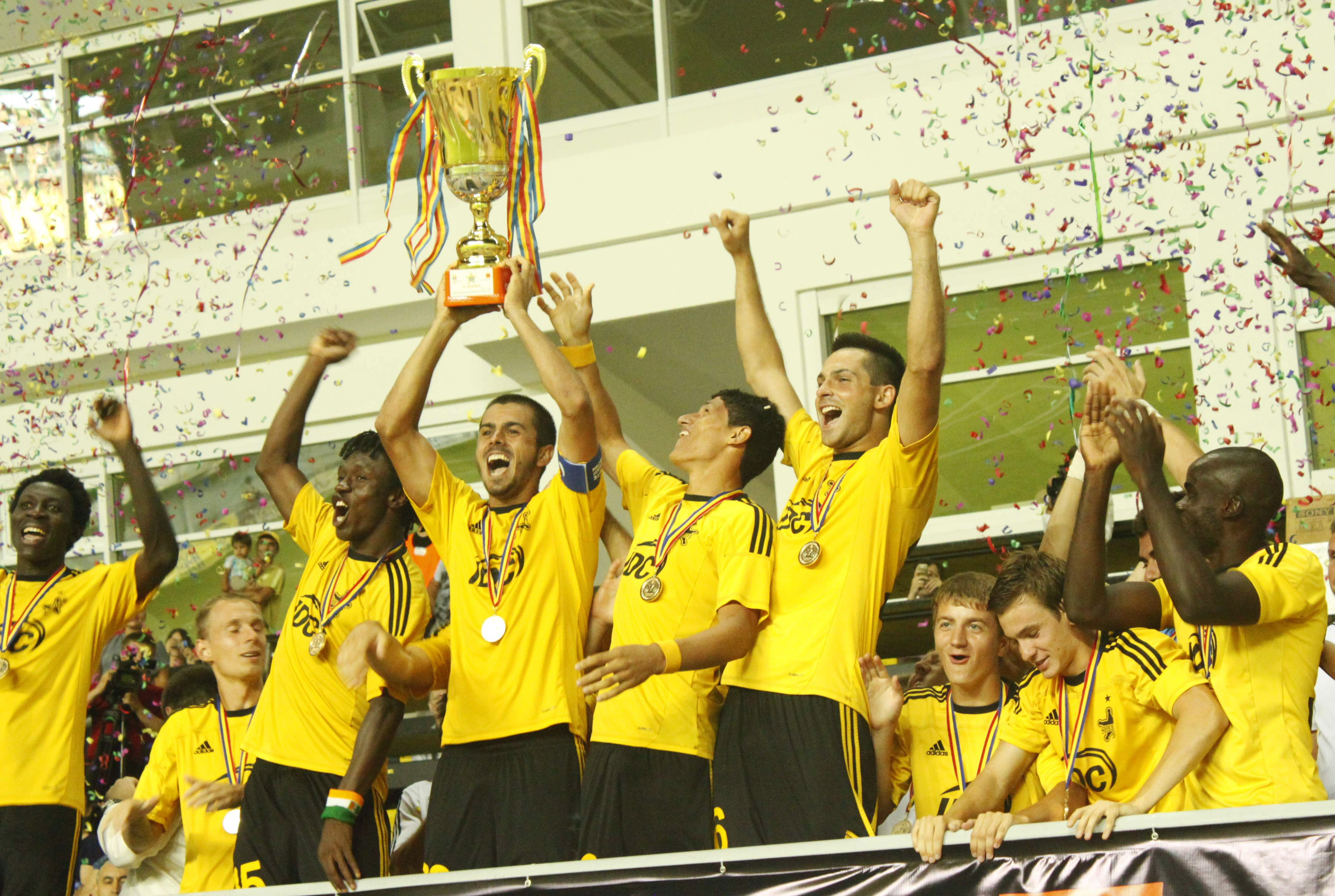
Команда с Суперкубком Молдовы 2013

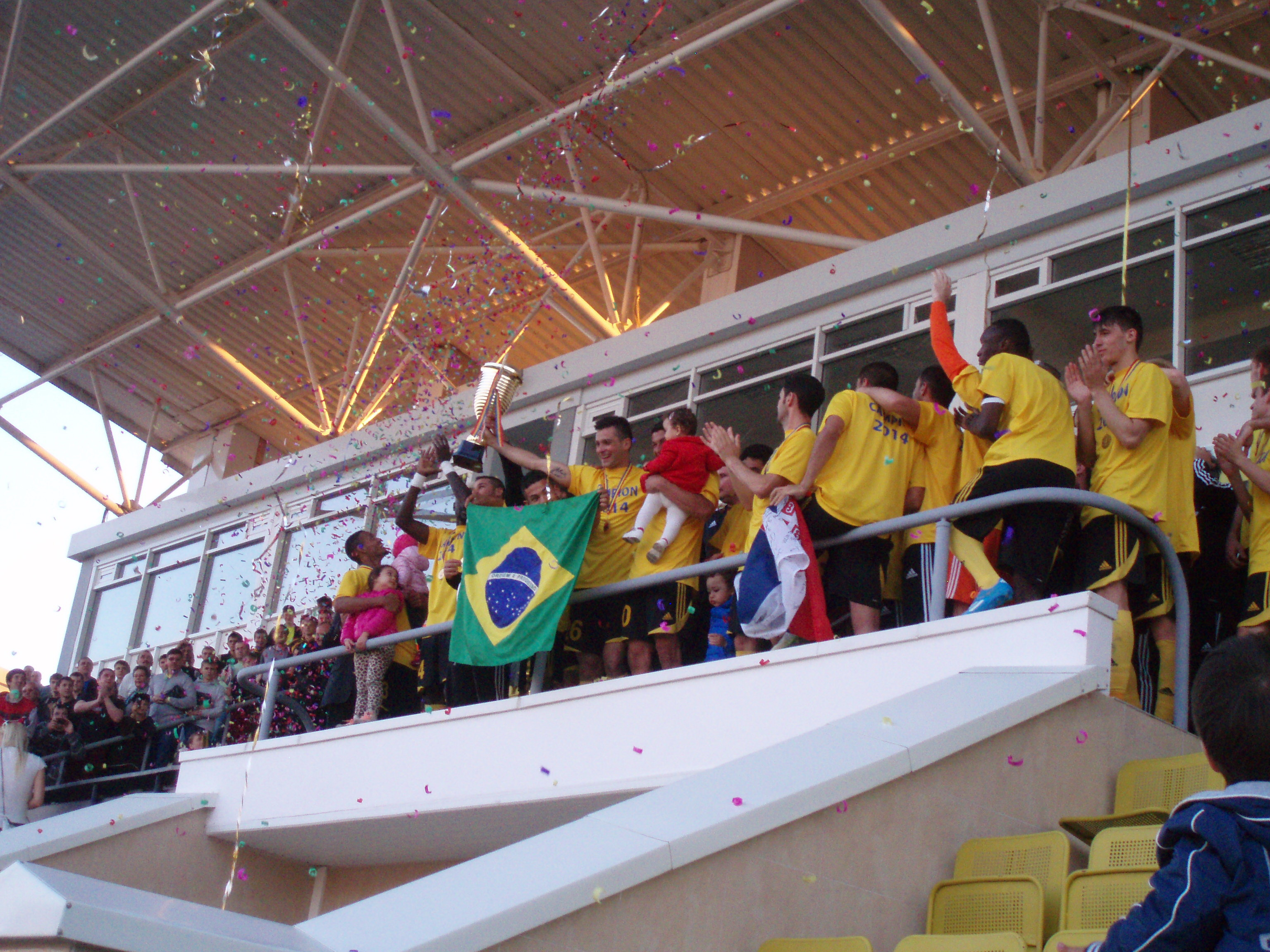
Чемпионы Молдовы 2013/14

- Чемпион (21): 2000/01, 2001/02, 2002/03, 2003/04, 2004/05, 2005/06, 2006/07, 2007/08, 2008/09, 2009/10, 2011/12, 2012/13, 2013/14, 2015/16, 2016/17, 2017, 2018, 2019, 2020/21, 2021/22, 2022/23
- Серебряный призёр (4): 1999/00, 2010/11, 2023/24, 2024/25
- Бронзовый призёр (1): 2014/15

Дивизион «A»
- Победитель (1): 1997/98

Дивизион «Б»
- Победитель (1): 1996/97

Кубок Молдовы
- Обладатель (13): 1998/99, 2000/01, 2001/02, 2005/06, 2007/08, 2008/09, 2009/10, 2014/15, 2016/17, 2018/19, 2021/22, 2022/23, 2024/25
- Финалист (3): 2003/04, 2013/14, 2020/21

Суперкубок Молдовы
- Обладатель (7): 2003, 2004, 2005, 2007, 2013, 2015, 2016

Кубок Содружества
- Обладатель (2): 2003, 2009

Турнир памяти Валерия Лобановского
- Финалист: 2004

### Достижения игроков

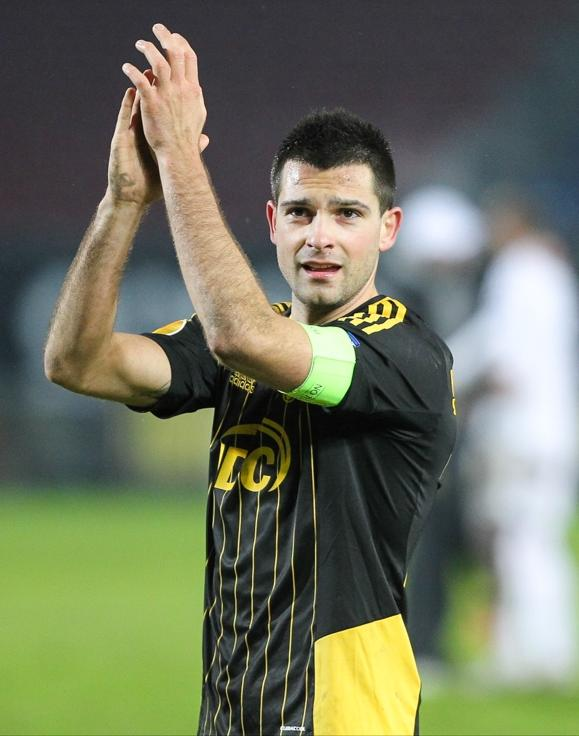
Мирал Самарджич дважды признавался лучшим защитником чемпионата Молдовы

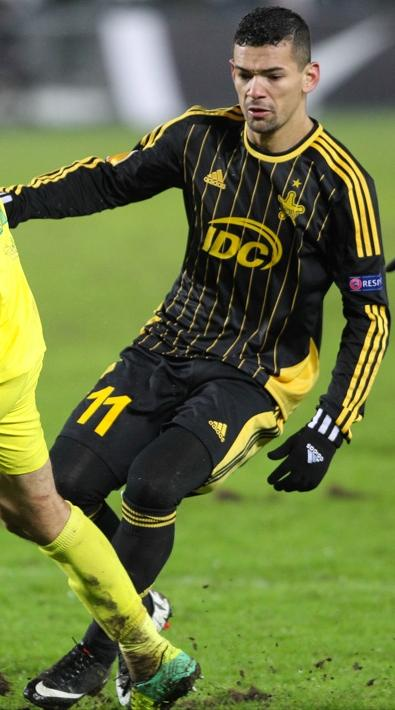
Рикардиньо — лучший бомбардир чемпионата Молдовы сезонов 2014/15 и 2016/17

#### В клубе
- Лучшие бомбардиры сезона:

1998/99 — Сергей Рогачёв (21)

1999/00 — Сергей Рогачёв (20)

2000/01 — Давид Муджири (17)

2001/02 — Руслан Барбурош (17)

2002/03 — Сергей Даду (19)

2005/06 — Алексей Кучук (13)

2006/07 — Алексей Кучук (17)

2007/08 — Игорь Пикущак (14)

2009/10 — Джимми Франса (13) 

2011/12 — Бенджамин Балима (18)

2013/14 — Луваннор Энрике (26)

2014/15 — Рикардиньо (19)

2015/16 — Даниел Суботич (12)

2016/17 — Рикардиньо (15)

2017 — Виталие Дамашкан (13)

2019 — Юрий Кендыш (13)

2020/21 — Франк Кастанеда (28)
- Лучшие вратари сезона:

2004 — Себастьян Хуцан

2005 — Сергей Пащенко

2006 — Сергей Пащенко

2008 — Станислав Намашко

2009 — Станислав Намашко

2010 — Владислав Стоянов

2014 — Сергей Пащенко

2015 — Алексей Кошелев
- Лучшие защитники сезона:

2002 — Важа Тархнишвили

2005 — Александр Епуряну

2006 — Александр Епуряну

2007 — Важа Тархнишвили

2009 — Важа Тархнишвили

2011 — Важа Тархнишвили

2012 — Мирал Самарджич

2013 — Мирал Самарджич

2017 — Вячеслав Посмак
- Лучшие полузащитники сезона:

2002 — Станислав Иванов

2003 — Вадим Борец

2010 — Александр Ерохин

2011 — Бенджамин Балима 

2012 — Александр Пащенко
- Лучшие нападающие сезона:

2001 — Руслан Барбурош

2002 — Сергей Даду

2003 — Сергей Даду

2005 — Рэзван Кочиш

2006 — Рэзван Кочиш

2007 — Игорь Пикущак

2013 — Луваннор Энрике

2014 — Раду Гынсарь

2015 — Рикардиньо

2017 — Виталие Дамашкан
- Лучшие бомбардиры Кубка Содружества:

2003 — Кристиан Тудор (9)

2009 — Александр Ерохин (4)

#### В сборной
Обладатель юношеского Кубка Африки 2001 — Чиди Одиа

Финалист Кубка африканских наций 2013 — Бенджамин Балима

Финалист Кубка африканских наций 2013 — Флоран Руамба

## Статистика

### Описание сезонов
| Сезон   | Дивизион   | Место в чемпионате | И  | В  | Н  | П | ГЗ  | ГП | О  | Кубок Молдовы | Суперкубок Молдовы |
| ------- | ---------- | ------------------ | -- | -- | -- | - | --- | -- | -- | ------------- | ------------------ |
| 1996/97 | Див Б      | 1                  | 28 | 26 | 1  | 1 | 125 | 4  | 79 | 1/16 финала   |                    |
| 1997/98 | Див A      | 1                  | 26 | 23 | 1  | 2 | 92  | 12 | 70 | 1/8 финала    |                    |
| 1998/99 | Нац        | 4                  | 26 | 9  | 10 | 7 | 39  | 24 | 37 | Победитель    |                    |
| 1999/00 | Нац        | 2                  | 36 | 25 | 6  | 5 | 77  | 25 | 81 | 1/4 финала    |                    |
| 2000/01 | Нац        | 1                  | 28 | 21 | 4  | 3 | 58  | 18 | 67 | Победитель    |                    |
| 2001/02 | Нац        | 1                  | 28 | 20 | 7  | 1 | 62  | 18 | 67 | Победитель    |                    |
| 2002/03 | Нац        | 1                  | 24 | 19 | 3  | 2 | 64  | 15 | 60 | 1/2 финала    |                    |
| 2003/04 | Нац        | 1                  | 28 | 20 | 5  | 3 | 50  | 16 | 65 | Финалист      | Победитель         |
| 2004/05 | Нац        | 1                  | 28 | 22 | 4  | 2 | 54  | 12 | 70 | 1/4 финала    | Победитель         |
| 2005/06 | Нац        | 1                  | 28 | 22 | 5  | 1 | 57  | 11 | 71 | Победитель    | Победитель         |
| 2006/07 | Нац        | 1                  | 36 | 28 | 8  | 0 | 70  | 7  | 92 | 1/2 финала    |                    |
| 2007/08 | Нац        | 1                  | 30 | 26 | 3  | 1 | 68  | 8  | 81 | Победитель    | Победитель         |
| 2008/09 | Нац        | 1                  | 30 | 25 | 3  | 2 | 61  | 15 | 78 | Победитель    |                    |
| 2009/10 | Нац        | 1                  | 33 | 27 | 3  | 3 | 75  | 8  | 84 | Победитель    |                    |
| 2010/11 | Нац        | 2                  | 39 | 24 | 11 | 4 | 81  | 16 | 83 | 1/2 финала    |                    |
| 2011/12 | Нац        | 1                  | 33 | 25 | 6  | 2 | 75  | 18 | 81 | 1/2 финала    |                    |
| 2012/13 | Нац        | 1                  | 33 | 25 | 5  | 3 | 65  | 17 | 80 | 1/2 финала    | Финалист           |
| 2013/14 | Нац        | 1                  | 33 | 28 | 3  | 2 | 98  | 16 | 87 | Финалист      | Победитель         |
| 2014/15 | Нац        | 3                  | 24 | 17 | 4  | 3 | 56  | 16 | 55 | Победитель    | Финалист           |
| 2015/16 | Нац        | 1                  | 27 | 20 | 5  | 2 | 50  | 11 | 65 | 1/2 финала    | Победитель         |
| 2016/17 | Нац        | 1                  | 30 | 22 | 3  | 5 | 54  | 15 | 69 | Победитель    | Победитель         |
| 2017    | Нац        | 1                  | 18 | 14 | 3  | 1 | 50  | 14 | 45 |               |                    |
| 2018    | Нац        | 1                  | 28 | 19 | 6  | 3 | 58  | 14 | 63 | 1/4 финала    |                    |
| 2019    | Нац        | 1                  | 28 | 22 | 4  | 2 | 60  | 9  | 70 | Победитель    | Финалист           |
| 2020/21 | Нац        | 1                  | 36 | 32 | 3  | 1 | 116 | 7  | 99 | Финалист      | Финалист           |
| 2021/22 | Нац        | 1                  | 28 | 22 | 4  | 2 | 75  | 8  | 70 | Победитель    |                    |
| 2022/23 | Супер Лига | 1                  | 10 | 7  | 3  | 0 | 15  | 3  | 24 | Победитель    |                    |
| 2023/24 | Супер Лига | 2                  | 10 | 5  | 3  | 2 | 16  | 9  | 18 | 1/2 финала    |                    |

### Матчи
- Самая крупная победа во всех соревнованиях: 16:0 — против «Вииторула», Кубок Молдовы, 19 октября 2005 года[2]
- Самое крупное поражение во всех соревнованиях: 0:6 — против «Славии», Лига Европы УЕФА 2023/24, 5 октября 2023 года[500]
- Самая крупная победа в еврокубках: 5:0 — против «Сутьески», Лига чемпионов, 23 июля 2013 года[501]
- Самое крупное поражение в еврокубках: 0:6 — против «Славии», Лига Европы УЕФА 2023/24, 5 октября 2023 года[500]
- Самая крупная победа в международных соревнованиях: 7:0 — против «Дордой-Динамо», Кубок чемпионов Содружества, 17 января 2006 года[502]
- Третье место в Европе по количеству матчей без поражений подряд в чемпионате: 63 матча (2006—2008)[503]

### Игроки
| Лучшие бомбардиры |      |         |
| Игрок             | Голы |         |
| Бенджамин Балима  | 57   | [ 504 ] |
| Алексей Кучук     | 55   | [ 505 ] |
| Рикардиньо        | 53   | [ 506 ] |
| Луваннор Энрике   | 48   | [ 507 ] |
| Сергей Рогачёв    | 41   | [ 508 ] |
| Франк Кастаньеда  | 33   | [ 509 ] |
| Руслан Барбурош   | 31   | [ 510 ] |
| Александр Ерохин  | 30   | [ 511 ] |
| Андрей Нестерук   | 29   | [ 512 ] |
| Давид Муджири     | 29   | [ 513 ] |

| Рекордсмены по количеству матчей |       |         |
| Игрок                            | Матчи |         |
| Важа Тархнишвили                 | 360   | [ 514 ] |
| Бенджамин Балима                 | 311   | [ 504 ] |
| Станислав Иванов                 | 151   | [ 515 ] |
| Флоран Руамба                    | 151   | [ 516 ] |
| Олег Гуменюк                     | 125   | [ 517 ] |
| Рикардиньо                       | 122   | [ 506 ] |
| Сергей Пащенко                   | 113   | [ 518 ] |
| Андрей Корнеенков                | 110   | [ 519 ] |
| Матео Сушич                      | 105   | [ 520 ] |
| Алексей Кучук                    | 104   | [ 505 ] |

Количество игр и голов за профессиональный клуб считается только для национального чемпионата. Полужирным шрифтом выделены игроки действующего состава. Полный список игроков ФК «Шериф», о которых есть статьи в Википедии см. здесь.